# Sämischova varianta
Sämischova varianta je šachová varianta královské indické obrany. Začíná tahy:
1. d4 Jf6
2. c4 g6
3. Jc3 Sg7
4. e4 d6
5. f3
Je považována za jednu z nejostřejších odpovědí na královskou indickou obranu. Bílý kryje pěšce e4 a po pozdějším d5 si drží pěšcový řetěz. Dále může oproti jiným variantám královské indické bez obav umístit střelce Se3 a nehrozí mu napadení Jg4. Mimo to se bílý často může rozhodnout mezi velkou nebo malou rošádou. V případě velké rošády vzniká ostrá pozice s opačnými rošádami. Nevýhodou Sämischovy varianty je horší umístění bílého jezdce z Jg1, kterého nemůže vyvinout Jf3, kde by lépe působil na střed.
 Za bílé tuto variantu hrávali i mistři světa Michail Botvinnik, Tigran Petrosjan, Boris Spasskij, Anatolij Karpov a Garri Kasparov.

## Varianty
po hlavní odpovědi 5... 0-0 (odkládání rochády tu černému štěstí nepřináší)

### Varianta se Sg5
1.d4 Jf6 2.c4 g6 3.Jc3 Sg7 4.e4 d6 5.f3 0-0 6. Sg5 (vzácné je 6. Jge2)
Mimo hlavního pokračování 6. Se3 může bílý zkusit i tah Sg5, čímž bílý svazuje černého jezdce získává lepší kontrolu nad polem d5, to má ale nevýhodu v menší kontrole nad polem d4; odpovědět může černý s protihrou tahy:
- 6.. Jc6
- 6... c5
- 6... a6

### Varianta s b6
1. d4 Jf6 2. c4 g6 3. Jc3 Sg7 4. e4 d6 5. f3 0-0 6. Se3 b6 vyskytuje se méně často; černý připravuje c5 ale ztrácí čas, po 7. Sd3 je pozice bílého považována za perspektivnější

### Varianta s c6
1. d4 Jf6 2. c4 g6 3. Jc3 Sg7 4. e4 d6 5. f3 0-0 6. Se3 c6 se snahou o protihru na dámském křídle
- 7. Dd2 a6 8. 0-0-0 b5 s nejasnou hrou
- 7. Sd3 a6 8. Jge2 b5 9.0-0 Jbd7 s nepatrně lepší hrou bílého

### Varianta Jbd7
1. d4 Jf6 2. c4 g6 3. Jc3 Sg7 4. e4 d6 5. f3 0-0 6. Se3 Jbd7 (k přehození tahů často vede i 6... a6 s dalším Jbd7)
- 7. Jh3
- 7. Dd2
  - 7... c5
    - 8. Jge2 a6 viz 7... a6
    - 8. d5 Je5 9. Sg5 s iniciativou

  - 7...a6
    - 8. Jge2 c5 zde má bílý více možností po přímočarém 9. 0-0-0 Da5 10. Kb1 b5 11. dxc5 dxc5 12. Jd5 Jxd5 13. Dxa5 Jxe3 má černý kompenzaci za obětovanou dámu
    - 8. Jh3

### Varianta s Jc6
|   | a | b | c | d | e | f | g | h |   |
| 8 | b8 černý věž · c8 černý střelec · d8 černý dáma · f8 černý věž · g8 černý král · b7 černý pěšec · c7 černý pěšec · e7 černý pěšec · f7 černý pěšec · g7 černý střelec · h7 černý pěšec · a6 černý pěšec · c6 černý jezdec · d6 černý pěšec · f6 černý jezdec · g6 černý pěšec · c4 bílý pěšec · d4 bílý pěšec · e4 bílý pěšec · c3 bílý jezdec · e3 bílý střelec · f3 bílý pěšec · a2 bílý pěšec · b2 bílý pěšec · d2 bílý dáma · e2 bílý jezdec · g2 bílý pěšec · h2 bílý pěšec · a1 bílý věž · e1 bílý král · f1 bílý střelec · h1 bílý věž | b8 černý věž · c8 černý střelec · d8 černý dáma · f8 černý věž · g8 černý král · b7 černý pěšec · c7 černý pěšec · e7 černý pěšec · f7 černý pěšec · g7 černý střelec · h7 černý pěšec · a6 černý pěšec · c6 černý jezdec · d6 černý pěšec · f6 černý jezdec · g6 černý pěšec · c4 bílý pěšec · d4 bílý pěšec · e4 bílý pěšec · c3 bílý jezdec · e3 bílý střelec · f3 bílý pěšec · a2 bílý pěšec · b2 bílý pěšec · d2 bílý dáma · e2 bílý jezdec · g2 bílý pěšec · h2 bílý pěšec · a1 bílý věž · e1 bílý král · f1 bílý střelec · h1 bílý věž | b8 černý věž · c8 černý střelec · d8 černý dáma · f8 černý věž · g8 černý král · b7 černý pěšec · c7 černý pěšec · e7 černý pěšec · f7 černý pěšec · g7 černý střelec · h7 černý pěšec · a6 černý pěšec · c6 černý jezdec · d6 černý pěšec · f6 černý jezdec · g6 černý pěšec · c4 bílý pěšec · d4 bílý pěšec · e4 bílý pěšec · c3 bílý jezdec · e3 bílý střelec · f3 bílý pěšec · a2 bílý pěšec · b2 bílý pěšec · d2 bílý dáma · e2 bílý jezdec · g2 bílý pěšec · h2 bílý pěšec · a1 bílý věž · e1 bílý král · f1 bílý střelec · h1 bílý věž | b8 černý věž · c8 černý střelec · d8 černý dáma · f8 černý věž · g8 černý král · b7 černý pěšec · c7 černý pěšec · e7 černý pěšec · f7 černý pěšec · g7 černý střelec · h7 černý pěšec · a6 černý pěšec · c6 černý jezdec · d6 černý pěšec · f6 černý jezdec · g6 černý pěšec · c4 bílý pěšec · d4 bílý pěšec · e4 bílý pěšec · c3 bílý jezdec · e3 bílý střelec · f3 bílý pěšec · a2 bílý pěšec · b2 bílý pěšec · d2 bílý dáma · e2 bílý jezdec · g2 bílý pěšec · h2 bílý pěšec · a1 bílý věž · e1 bílý král · f1 bílý střelec · h1 bílý věž | b8 černý věž · c8 černý střelec · d8 černý dáma · f8 černý věž · g8 černý král · b7 černý pěšec · c7 černý pěšec · e7 černý pěšec · f7 černý pěšec · g7 černý střelec · h7 černý pěšec · a6 černý pěšec · c6 černý jezdec · d6 černý pěšec · f6 černý jezdec · g6 černý pěšec · c4 bílý pěšec · d4 bílý pěšec · e4 bílý pěšec · c3 bílý jezdec · e3 bílý střelec · f3 bílý pěšec · a2 bílý pěšec · b2 bílý pěšec · d2 bílý dáma · e2 bílý jezdec · g2 bílý pěšec · h2 bílý pěšec · a1 bílý věž · e1 bílý král · f1 bílý střelec · h1 bílý věž | b8 černý věž · c8 černý střelec · d8 černý dáma · f8 černý věž · g8 černý král · b7 černý pěšec · c7 černý pěšec · e7 černý pěšec · f7 černý pěšec · g7 černý střelec · h7 černý pěšec · a6 černý pěšec · c6 černý jezdec · d6 černý pěšec · f6 černý jezdec · g6 černý pěšec · c4 bílý pěšec · d4 bílý pěšec · e4 bílý pěšec · c3 bílý jezdec · e3 bílý střelec · f3 bílý pěšec · a2 bílý pěšec · b2 bílý pěšec · d2 bílý dáma · e2 bílý jezdec · g2 bílý pěšec · h2 bílý pěšec · a1 bílý věž · e1 bílý král · f1 bílý střelec · h1 bílý věž | b8 černý věž · c8 černý střelec · d8 černý dáma · f8 černý věž · g8 černý král · b7 černý pěšec · c7 černý pěšec · e7 černý pěšec · f7 černý pěšec · g7 černý střelec · h7 černý pěšec · a6 černý pěšec · c6 černý jezdec · d6 černý pěšec · f6 černý jezdec · g6 černý pěšec · c4 bílý pěšec · d4 bílý pěšec · e4 bílý pěšec · c3 bílý jezdec · e3 bílý střelec · f3 bílý pěšec · a2 bílý pěšec · b2 bílý pěšec · d2 bílý dáma · e2 bílý jezdec · g2 bílý pěšec · h2 bílý pěšec · a1 bílý věž · e1 bílý král · f1 bílý střelec · h1 bílý věž | b8 černý věž · c8 černý střelec · d8 černý dáma · f8 černý věž · g8 černý král · b7 černý pěšec · c7 černý pěšec · e7 černý pěšec · f7 černý pěšec · g7 černý střelec · h7 černý pěšec · a6 černý pěšec · c6 černý jezdec · d6 černý pěšec · f6 černý jezdec · g6 černý pěšec · c4 bílý pěšec · d4 bílý pěšec · e4 bílý pěšec · c3 bílý jezdec · e3 bílý střelec · f3 bílý pěšec · a2 bílý pěšec · b2 bílý pěšec · d2 bílý dáma · e2 bílý jezdec · g2 bílý pěšec · h2 bílý pěšec · a1 bílý věž · e1 bílý král · f1 bílý střelec · h1 bílý věž | 8 |
| 7 | b8 černý věž · c8 černý střelec · d8 černý dáma · f8 černý věž · g8 černý král · b7 černý pěšec · c7 černý pěšec · e7 černý pěšec · f7 černý pěšec · g7 černý střelec · h7 černý pěšec · a6 černý pěšec · c6 černý jezdec · d6 černý pěšec · f6 černý jezdec · g6 černý pěšec · c4 bílý pěšec · d4 bílý pěšec · e4 bílý pěšec · c3 bílý jezdec · e3 bílý střelec · f3 bílý pěšec · a2 bílý pěšec · b2 bílý pěšec · d2 bílý dáma · e2 bílý jezdec · g2 bílý pěšec · h2 bílý pěšec · a1 bílý věž · e1 bílý král · f1 bílý střelec · h1 bílý věž | b8 černý věž · c8 černý střelec · d8 černý dáma · f8 černý věž · g8 černý král · b7 černý pěšec · c7 černý pěšec · e7 černý pěšec · f7 černý pěšec · g7 černý střelec · h7 černý pěšec · a6 černý pěšec · c6 černý jezdec · d6 černý pěšec · f6 černý jezdec · g6 černý pěšec · c4 bílý pěšec · d4 bílý pěšec · e4 bílý pěšec · c3 bílý jezdec · e3 bílý střelec · f3 bílý pěšec · a2 bílý pěšec · b2 bílý pěšec · d2 bílý dáma · e2 bílý jezdec · g2 bílý pěšec · h2 bílý pěšec · a1 bílý věž · e1 bílý král · f1 bílý střelec · h1 bílý věž | b8 černý věž · c8 černý střelec · d8 černý dáma · f8 černý věž · g8 černý král · b7 černý pěšec · c7 černý pěšec · e7 černý pěšec · f7 černý pěšec · g7 černý střelec · h7 černý pěšec · a6 černý pěšec · c6 černý jezdec · d6 černý pěšec · f6 černý jezdec · g6 černý pěšec · c4 bílý pěšec · d4 bílý pěšec · e4 bílý pěšec · c3 bílý jezdec · e3 bílý střelec · f3 bílý pěšec · a2 bílý pěšec · b2 bílý pěšec · d2 bílý dáma · e2 bílý jezdec · g2 bílý pěšec · h2 bílý pěšec · a1 bílý věž · e1 bílý král · f1 bílý střelec · h1 bílý věž | b8 černý věž · c8 černý střelec · d8 černý dáma · f8 černý věž · g8 černý král · b7 černý pěšec · c7 černý pěšec · e7 černý pěšec · f7 černý pěšec · g7 černý střelec · h7 černý pěšec · a6 černý pěšec · c6 černý jezdec · d6 černý pěšec · f6 černý jezdec · g6 černý pěšec · c4 bílý pěšec · d4 bílý pěšec · e4 bílý pěšec · c3 bílý jezdec · e3 bílý střelec · f3 bílý pěšec · a2 bílý pěšec · b2 bílý pěšec · d2 bílý dáma · e2 bílý jezdec · g2 bílý pěšec · h2 bílý pěšec · a1 bílý věž · e1 bílý král · f1 bílý střelec · h1 bílý věž | b8 černý věž · c8 černý střelec · d8 černý dáma · f8 černý věž · g8 černý král · b7 černý pěšec · c7 černý pěšec · e7 černý pěšec · f7 černý pěšec · g7 černý střelec · h7 černý pěšec · a6 černý pěšec · c6 černý jezdec · d6 černý pěšec · f6 černý jezdec · g6 černý pěšec · c4 bílý pěšec · d4 bílý pěšec · e4 bílý pěšec · c3 bílý jezdec · e3 bílý střelec · f3 bílý pěšec · a2 bílý pěšec · b2 bílý pěšec · d2 bílý dáma · e2 bílý jezdec · g2 bílý pěšec · h2 bílý pěšec · a1 bílý věž · e1 bílý král · f1 bílý střelec · h1 bílý věž | b8 černý věž · c8 černý střelec · d8 černý dáma · f8 černý věž · g8 černý král · b7 černý pěšec · c7 černý pěšec · e7 černý pěšec · f7 černý pěšec · g7 černý střelec · h7 černý pěšec · a6 černý pěšec · c6 černý jezdec · d6 černý pěšec · f6 černý jezdec · g6 černý pěšec · c4 bílý pěšec · d4 bílý pěšec · e4 bílý pěšec · c3 bílý jezdec · e3 bílý střelec · f3 bílý pěšec · a2 bílý pěšec · b2 bílý pěšec · d2 bílý dáma · e2 bílý jezdec · g2 bílý pěšec · h2 bílý pěšec · a1 bílý věž · e1 bílý král · f1 bílý střelec · h1 bílý věž | b8 černý věž · c8 černý střelec · d8 černý dáma · f8 černý věž · g8 černý král · b7 černý pěšec · c7 černý pěšec · e7 černý pěšec · f7 černý pěšec · g7 černý střelec · h7 černý pěšec · a6 černý pěšec · c6 černý jezdec · d6 černý pěšec · f6 černý jezdec · g6 černý pěšec · c4 bílý pěšec · d4 bílý pěšec · e4 bílý pěšec · c3 bílý jezdec · e3 bílý střelec · f3 bílý pěšec · a2 bílý pěšec · b2 bílý pěšec · d2 bílý dáma · e2 bílý jezdec · g2 bílý pěšec · h2 bílý pěšec · a1 bílý věž · e1 bílý král · f1 bílý střelec · h1 bílý věž | b8 černý věž · c8 černý střelec · d8 černý dáma · f8 černý věž · g8 černý král · b7 černý pěšec · c7 černý pěšec · e7 černý pěšec · f7 černý pěšec · g7 černý střelec · h7 černý pěšec · a6 černý pěšec · c6 černý jezdec · d6 černý pěšec · f6 černý jezdec · g6 černý pěšec · c4 bílý pěšec · d4 bílý pěšec · e4 bílý pěšec · c3 bílý jezdec · e3 bílý střelec · f3 bílý pěšec · a2 bílý pěšec · b2 bílý pěšec · d2 bílý dáma · e2 bílý jezdec · g2 bílý pěšec · h2 bílý pěšec · a1 bílý věž · e1 bílý král · f1 bílý střelec · h1 bílý věž | 7 |
| 6 | b8 černý věž · c8 černý střelec · d8 černý dáma · f8 černý věž · g8 černý král · b7 černý pěšec · c7 černý pěšec · e7 černý pěšec · f7 černý pěšec · g7 černý střelec · h7 černý pěšec · a6 černý pěšec · c6 černý jezdec · d6 černý pěšec · f6 černý jezdec · g6 černý pěšec · c4 bílý pěšec · d4 bílý pěšec · e4 bílý pěšec · c3 bílý jezdec · e3 bílý střelec · f3 bílý pěšec · a2 bílý pěšec · b2 bílý pěšec · d2 bílý dáma · e2 bílý jezdec · g2 bílý pěšec · h2 bílý pěšec · a1 bílý věž · e1 bílý král · f1 bílý střelec · h1 bílý věž | b8 černý věž · c8 černý střelec · d8 černý dáma · f8 černý věž · g8 černý král · b7 černý pěšec · c7 černý pěšec · e7 černý pěšec · f7 černý pěšec · g7 černý střelec · h7 černý pěšec · a6 černý pěšec · c6 černý jezdec · d6 černý pěšec · f6 černý jezdec · g6 černý pěšec · c4 bílý pěšec · d4 bílý pěšec · e4 bílý pěšec · c3 bílý jezdec · e3 bílý střelec · f3 bílý pěšec · a2 bílý pěšec · b2 bílý pěšec · d2 bílý dáma · e2 bílý jezdec · g2 bílý pěšec · h2 bílý pěšec · a1 bílý věž · e1 bílý král · f1 bílý střelec · h1 bílý věž | b8 černý věž · c8 černý střelec · d8 černý dáma · f8 černý věž · g8 černý král · b7 černý pěšec · c7 černý pěšec · e7 černý pěšec · f7 černý pěšec · g7 černý střelec · h7 černý pěšec · a6 černý pěšec · c6 černý jezdec · d6 černý pěšec · f6 černý jezdec · g6 černý pěšec · c4 bílý pěšec · d4 bílý pěšec · e4 bílý pěšec · c3 bílý jezdec · e3 bílý střelec · f3 bílý pěšec · a2 bílý pěšec · b2 bílý pěšec · d2 bílý dáma · e2 bílý jezdec · g2 bílý pěšec · h2 bílý pěšec · a1 bílý věž · e1 bílý král · f1 bílý střelec · h1 bílý věž | b8 černý věž · c8 černý střelec · d8 černý dáma · f8 černý věž · g8 černý král · b7 černý pěšec · c7 černý pěšec · e7 černý pěšec · f7 černý pěšec · g7 černý střelec · h7 černý pěšec · a6 černý pěšec · c6 černý jezdec · d6 černý pěšec · f6 černý jezdec · g6 černý pěšec · c4 bílý pěšec · d4 bílý pěšec · e4 bílý pěšec · c3 bílý jezdec · e3 bílý střelec · f3 bílý pěšec · a2 bílý pěšec · b2 bílý pěšec · d2 bílý dáma · e2 bílý jezdec · g2 bílý pěšec · h2 bílý pěšec · a1 bílý věž · e1 bílý král · f1 bílý střelec · h1 bílý věž | b8 černý věž · c8 černý střelec · d8 černý dáma · f8 černý věž · g8 černý král · b7 černý pěšec · c7 černý pěšec · e7 černý pěšec · f7 černý pěšec · g7 černý střelec · h7 černý pěšec · a6 černý pěšec · c6 černý jezdec · d6 černý pěšec · f6 černý jezdec · g6 černý pěšec · c4 bílý pěšec · d4 bílý pěšec · e4 bílý pěšec · c3 bílý jezdec · e3 bílý střelec · f3 bílý pěšec · a2 bílý pěšec · b2 bílý pěšec · d2 bílý dáma · e2 bílý jezdec · g2 bílý pěšec · h2 bílý pěšec · a1 bílý věž · e1 bílý král · f1 bílý střelec · h1 bílý věž | b8 černý věž · c8 černý střelec · d8 černý dáma · f8 černý věž · g8 černý král · b7 černý pěšec · c7 černý pěšec · e7 černý pěšec · f7 černý pěšec · g7 černý střelec · h7 černý pěšec · a6 černý pěšec · c6 černý jezdec · d6 černý pěšec · f6 černý jezdec · g6 černý pěšec · c4 bílý pěšec · d4 bílý pěšec · e4 bílý pěšec · c3 bílý jezdec · e3 bílý střelec · f3 bílý pěšec · a2 bílý pěšec · b2 bílý pěšec · d2 bílý dáma · e2 bílý jezdec · g2 bílý pěšec · h2 bílý pěšec · a1 bílý věž · e1 bílý král · f1 bílý střelec · h1 bílý věž | b8 černý věž · c8 černý střelec · d8 černý dáma · f8 černý věž · g8 černý král · b7 černý pěšec · c7 černý pěšec · e7 černý pěšec · f7 černý pěšec · g7 černý střelec · h7 černý pěšec · a6 černý pěšec · c6 černý jezdec · d6 černý pěšec · f6 černý jezdec · g6 černý pěšec · c4 bílý pěšec · d4 bílý pěšec · e4 bílý pěšec · c3 bílý jezdec · e3 bílý střelec · f3 bílý pěšec · a2 bílý pěšec · b2 bílý pěšec · d2 bílý dáma · e2 bílý jezdec · g2 bílý pěšec · h2 bílý pěšec · a1 bílý věž · e1 bílý král · f1 bílý střelec · h1 bílý věž | b8 černý věž · c8 černý střelec · d8 černý dáma · f8 černý věž · g8 černý král · b7 černý pěšec · c7 černý pěšec · e7 černý pěšec · f7 černý pěšec · g7 černý střelec · h7 černý pěšec · a6 černý pěšec · c6 černý jezdec · d6 černý pěšec · f6 černý jezdec · g6 černý pěšec · c4 bílý pěšec · d4 bílý pěšec · e4 bílý pěšec · c3 bílý jezdec · e3 bílý střelec · f3 bílý pěšec · a2 bílý pěšec · b2 bílý pěšec · d2 bílý dáma · e2 bílý jezdec · g2 bílý pěšec · h2 bílý pěšec · a1 bílý věž · e1 bílý král · f1 bílý střelec · h1 bílý věž | 6 |
| 5 | b8 černý věž · c8 černý střelec · d8 černý dáma · f8 černý věž · g8 černý král · b7 černý pěšec · c7 černý pěšec · e7 černý pěšec · f7 černý pěšec · g7 černý střelec · h7 černý pěšec · a6 černý pěšec · c6 černý jezdec · d6 černý pěšec · f6 černý jezdec · g6 černý pěšec · c4 bílý pěšec · d4 bílý pěšec · e4 bílý pěšec · c3 bílý jezdec · e3 bílý střelec · f3 bílý pěšec · a2 bílý pěšec · b2 bílý pěšec · d2 bílý dáma · e2 bílý jezdec · g2 bílý pěšec · h2 bílý pěšec · a1 bílý věž · e1 bílý král · f1 bílý střelec · h1 bílý věž | b8 černý věž · c8 černý střelec · d8 černý dáma · f8 černý věž · g8 černý král · b7 černý pěšec · c7 černý pěšec · e7 černý pěšec · f7 černý pěšec · g7 černý střelec · h7 černý pěšec · a6 černý pěšec · c6 černý jezdec · d6 černý pěšec · f6 černý jezdec · g6 černý pěšec · c4 bílý pěšec · d4 bílý pěšec · e4 bílý pěšec · c3 bílý jezdec · e3 bílý střelec · f3 bílý pěšec · a2 bílý pěšec · b2 bílý pěšec · d2 bílý dáma · e2 bílý jezdec · g2 bílý pěšec · h2 bílý pěšec · a1 bílý věž · e1 bílý král · f1 bílý střelec · h1 bílý věž | b8 černý věž · c8 černý střelec · d8 černý dáma · f8 černý věž · g8 černý král · b7 černý pěšec · c7 černý pěšec · e7 černý pěšec · f7 černý pěšec · g7 černý střelec · h7 černý pěšec · a6 černý pěšec · c6 černý jezdec · d6 černý pěšec · f6 černý jezdec · g6 černý pěšec · c4 bílý pěšec · d4 bílý pěšec · e4 bílý pěšec · c3 bílý jezdec · e3 bílý střelec · f3 bílý pěšec · a2 bílý pěšec · b2 bílý pěšec · d2 bílý dáma · e2 bílý jezdec · g2 bílý pěšec · h2 bílý pěšec · a1 bílý věž · e1 bílý král · f1 bílý střelec · h1 bílý věž | b8 černý věž · c8 černý střelec · d8 černý dáma · f8 černý věž · g8 černý král · b7 černý pěšec · c7 černý pěšec · e7 černý pěšec · f7 černý pěšec · g7 černý střelec · h7 černý pěšec · a6 černý pěšec · c6 černý jezdec · d6 černý pěšec · f6 černý jezdec · g6 černý pěšec · c4 bílý pěšec · d4 bílý pěšec · e4 bílý pěšec · c3 bílý jezdec · e3 bílý střelec · f3 bílý pěšec · a2 bílý pěšec · b2 bílý pěšec · d2 bílý dáma · e2 bílý jezdec · g2 bílý pěšec · h2 bílý pěšec · a1 bílý věž · e1 bílý král · f1 bílý střelec · h1 bílý věž | b8 černý věž · c8 černý střelec · d8 černý dáma · f8 černý věž · g8 černý král · b7 černý pěšec · c7 černý pěšec · e7 černý pěšec · f7 černý pěšec · g7 černý střelec · h7 černý pěšec · a6 černý pěšec · c6 černý jezdec · d6 černý pěšec · f6 černý jezdec · g6 černý pěšec · c4 bílý pěšec · d4 bílý pěšec · e4 bílý pěšec · c3 bílý jezdec · e3 bílý střelec · f3 bílý pěšec · a2 bílý pěšec · b2 bílý pěšec · d2 bílý dáma · e2 bílý jezdec · g2 bílý pěšec · h2 bílý pěšec · a1 bílý věž · e1 bílý král · f1 bílý střelec · h1 bílý věž | b8 černý věž · c8 černý střelec · d8 černý dáma · f8 černý věž · g8 černý král · b7 černý pěšec · c7 černý pěšec · e7 černý pěšec · f7 černý pěšec · g7 černý střelec · h7 černý pěšec · a6 černý pěšec · c6 černý jezdec · d6 černý pěšec · f6 černý jezdec · g6 černý pěšec · c4 bílý pěšec · d4 bílý pěšec · e4 bílý pěšec · c3 bílý jezdec · e3 bílý střelec · f3 bílý pěšec · a2 bílý pěšec · b2 bílý pěšec · d2 bílý dáma · e2 bílý jezdec · g2 bílý pěšec · h2 bílý pěšec · a1 bílý věž · e1 bílý král · f1 bílý střelec · h1 bílý věž | b8 černý věž · c8 černý střelec · d8 černý dáma · f8 černý věž · g8 černý král · b7 černý pěšec · c7 černý pěšec · e7 černý pěšec · f7 černý pěšec · g7 černý střelec · h7 černý pěšec · a6 černý pěšec · c6 černý jezdec · d6 černý pěšec · f6 černý jezdec · g6 černý pěšec · c4 bílý pěšec · d4 bílý pěšec · e4 bílý pěšec · c3 bílý jezdec · e3 bílý střelec · f3 bílý pěšec · a2 bílý pěšec · b2 bílý pěšec · d2 bílý dáma · e2 bílý jezdec · g2 bílý pěšec · h2 bílý pěšec · a1 bílý věž · e1 bílý král · f1 bílý střelec · h1 bílý věž | b8 černý věž · c8 černý střelec · d8 černý dáma · f8 černý věž · g8 černý král · b7 černý pěšec · c7 černý pěšec · e7 černý pěšec · f7 černý pěšec · g7 černý střelec · h7 černý pěšec · a6 černý pěšec · c6 černý jezdec · d6 černý pěšec · f6 černý jezdec · g6 černý pěšec · c4 bílý pěšec · d4 bílý pěšec · e4 bílý pěšec · c3 bílý jezdec · e3 bílý střelec · f3 bílý pěšec · a2 bílý pěšec · b2 bílý pěšec · d2 bílý dáma · e2 bílý jezdec · g2 bílý pěšec · h2 bílý pěšec · a1 bílý věž · e1 bílý král · f1 bílý střelec · h1 bílý věž | 5 |
| 4 | b8 černý věž · c8 černý střelec · d8 černý dáma · f8 černý věž · g8 černý král · b7 černý pěšec · c7 černý pěšec · e7 černý pěšec · f7 černý pěšec · g7 černý střelec · h7 černý pěšec · a6 černý pěšec · c6 černý jezdec · d6 černý pěšec · f6 černý jezdec · g6 černý pěšec · c4 bílý pěšec · d4 bílý pěšec · e4 bílý pěšec · c3 bílý jezdec · e3 bílý střelec · f3 bílý pěšec · a2 bílý pěšec · b2 bílý pěšec · d2 bílý dáma · e2 bílý jezdec · g2 bílý pěšec · h2 bílý pěšec · a1 bílý věž · e1 bílý král · f1 bílý střelec · h1 bílý věž | b8 černý věž · c8 černý střelec · d8 černý dáma · f8 černý věž · g8 černý král · b7 černý pěšec · c7 černý pěšec · e7 černý pěšec · f7 černý pěšec · g7 černý střelec · h7 černý pěšec · a6 černý pěšec · c6 černý jezdec · d6 černý pěšec · f6 černý jezdec · g6 černý pěšec · c4 bílý pěšec · d4 bílý pěšec · e4 bílý pěšec · c3 bílý jezdec · e3 bílý střelec · f3 bílý pěšec · a2 bílý pěšec · b2 bílý pěšec · d2 bílý dáma · e2 bílý jezdec · g2 bílý pěšec · h2 bílý pěšec · a1 bílý věž · e1 bílý král · f1 bílý střelec · h1 bílý věž | b8 černý věž · c8 černý střelec · d8 černý dáma · f8 černý věž · g8 černý král · b7 černý pěšec · c7 černý pěšec · e7 černý pěšec · f7 černý pěšec · g7 černý střelec · h7 černý pěšec · a6 černý pěšec · c6 černý jezdec · d6 černý pěšec · f6 černý jezdec · g6 černý pěšec · c4 bílý pěšec · d4 bílý pěšec · e4 bílý pěšec · c3 bílý jezdec · e3 bílý střelec · f3 bílý pěšec · a2 bílý pěšec · b2 bílý pěšec · d2 bílý dáma · e2 bílý jezdec · g2 bílý pěšec · h2 bílý pěšec · a1 bílý věž · e1 bílý král · f1 bílý střelec · h1 bílý věž | b8 černý věž · c8 černý střelec · d8 černý dáma · f8 černý věž · g8 černý král · b7 černý pěšec · c7 černý pěšec · e7 černý pěšec · f7 černý pěšec · g7 černý střelec · h7 černý pěšec · a6 černý pěšec · c6 černý jezdec · d6 černý pěšec · f6 černý jezdec · g6 černý pěšec · c4 bílý pěšec · d4 bílý pěšec · e4 bílý pěšec · c3 bílý jezdec · e3 bílý střelec · f3 bílý pěšec · a2 bílý pěšec · b2 bílý pěšec · d2 bílý dáma · e2 bílý jezdec · g2 bílý pěšec · h2 bílý pěšec · a1 bílý věž · e1 bílý král · f1 bílý střelec · h1 bílý věž | b8 černý věž · c8 černý střelec · d8 černý dáma · f8 černý věž · g8 černý král · b7 černý pěšec · c7 černý pěšec · e7 černý pěšec · f7 černý pěšec · g7 černý střelec · h7 černý pěšec · a6 černý pěšec · c6 černý jezdec · d6 černý pěšec · f6 černý jezdec · g6 černý pěšec · c4 bílý pěšec · d4 bílý pěšec · e4 bílý pěšec · c3 bílý jezdec · e3 bílý střelec · f3 bílý pěšec · a2 bílý pěšec · b2 bílý pěšec · d2 bílý dáma · e2 bílý jezdec · g2 bílý pěšec · h2 bílý pěšec · a1 bílý věž · e1 bílý král · f1 bílý střelec · h1 bílý věž | b8 černý věž · c8 černý střelec · d8 černý dáma · f8 černý věž · g8 černý král · b7 černý pěšec · c7 černý pěšec · e7 černý pěšec · f7 černý pěšec · g7 černý střelec · h7 černý pěšec · a6 černý pěšec · c6 černý jezdec · d6 černý pěšec · f6 černý jezdec · g6 černý pěšec · c4 bílý pěšec · d4 bílý pěšec · e4 bílý pěšec · c3 bílý jezdec · e3 bílý střelec · f3 bílý pěšec · a2 bílý pěšec · b2 bílý pěšec · d2 bílý dáma · e2 bílý jezdec · g2 bílý pěšec · h2 bílý pěšec · a1 bílý věž · e1 bílý král · f1 bílý střelec · h1 bílý věž | b8 černý věž · c8 černý střelec · d8 černý dáma · f8 černý věž · g8 černý král · b7 černý pěšec · c7 černý pěšec · e7 černý pěšec · f7 černý pěšec · g7 černý střelec · h7 černý pěšec · a6 černý pěšec · c6 černý jezdec · d6 černý pěšec · f6 černý jezdec · g6 černý pěšec · c4 bílý pěšec · d4 bílý pěšec · e4 bílý pěšec · c3 bílý jezdec · e3 bílý střelec · f3 bílý pěšec · a2 bílý pěšec · b2 bílý pěšec · d2 bílý dáma · e2 bílý jezdec · g2 bílý pěšec · h2 bílý pěšec · a1 bílý věž · e1 bílý král · f1 bílý střelec · h1 bílý věž | b8 černý věž · c8 černý střelec · d8 černý dáma · f8 černý věž · g8 černý král · b7 černý pěšec · c7 černý pěšec · e7 černý pěšec · f7 černý pěšec · g7 černý střelec · h7 černý pěšec · a6 černý pěšec · c6 černý jezdec · d6 černý pěšec · f6 černý jezdec · g6 černý pěšec · c4 bílý pěšec · d4 bílý pěšec · e4 bílý pěšec · c3 bílý jezdec · e3 bílý střelec · f3 bílý pěšec · a2 bílý pěšec · b2 bílý pěšec · d2 bílý dáma · e2 bílý jezdec · g2 bílý pěšec · h2 bílý pěšec · a1 bílý věž · e1 bílý král · f1 bílý střelec · h1 bílý věž | 4 |
| 3 | b8 černý věž · c8 černý střelec · d8 černý dáma · f8 černý věž · g8 černý král · b7 černý pěšec · c7 černý pěšec · e7 černý pěšec · f7 černý pěšec · g7 černý střelec · h7 černý pěšec · a6 černý pěšec · c6 černý jezdec · d6 černý pěšec · f6 černý jezdec · g6 černý pěšec · c4 bílý pěšec · d4 bílý pěšec · e4 bílý pěšec · c3 bílý jezdec · e3 bílý střelec · f3 bílý pěšec · a2 bílý pěšec · b2 bílý pěšec · d2 bílý dáma · e2 bílý jezdec · g2 bílý pěšec · h2 bílý pěšec · a1 bílý věž · e1 bílý král · f1 bílý střelec · h1 bílý věž | b8 černý věž · c8 černý střelec · d8 černý dáma · f8 černý věž · g8 černý král · b7 černý pěšec · c7 černý pěšec · e7 černý pěšec · f7 černý pěšec · g7 černý střelec · h7 černý pěšec · a6 černý pěšec · c6 černý jezdec · d6 černý pěšec · f6 černý jezdec · g6 černý pěšec · c4 bílý pěšec · d4 bílý pěšec · e4 bílý pěšec · c3 bílý jezdec · e3 bílý střelec · f3 bílý pěšec · a2 bílý pěšec · b2 bílý pěšec · d2 bílý dáma · e2 bílý jezdec · g2 bílý pěšec · h2 bílý pěšec · a1 bílý věž · e1 bílý král · f1 bílý střelec · h1 bílý věž | b8 černý věž · c8 černý střelec · d8 černý dáma · f8 černý věž · g8 černý král · b7 černý pěšec · c7 černý pěšec · e7 černý pěšec · f7 černý pěšec · g7 černý střelec · h7 černý pěšec · a6 černý pěšec · c6 černý jezdec · d6 černý pěšec · f6 černý jezdec · g6 černý pěšec · c4 bílý pěšec · d4 bílý pěšec · e4 bílý pěšec · c3 bílý jezdec · e3 bílý střelec · f3 bílý pěšec · a2 bílý pěšec · b2 bílý pěšec · d2 bílý dáma · e2 bílý jezdec · g2 bílý pěšec · h2 bílý pěšec · a1 bílý věž · e1 bílý král · f1 bílý střelec · h1 bílý věž | b8 černý věž · c8 černý střelec · d8 černý dáma · f8 černý věž · g8 černý král · b7 černý pěšec · c7 černý pěšec · e7 černý pěšec · f7 černý pěšec · g7 černý střelec · h7 černý pěšec · a6 černý pěšec · c6 černý jezdec · d6 černý pěšec · f6 černý jezdec · g6 černý pěšec · c4 bílý pěšec · d4 bílý pěšec · e4 bílý pěšec · c3 bílý jezdec · e3 bílý střelec · f3 bílý pěšec · a2 bílý pěšec · b2 bílý pěšec · d2 bílý dáma · e2 bílý jezdec · g2 bílý pěšec · h2 bílý pěšec · a1 bílý věž · e1 bílý král · f1 bílý střelec · h1 bílý věž | b8 černý věž · c8 černý střelec · d8 černý dáma · f8 černý věž · g8 černý král · b7 černý pěšec · c7 černý pěšec · e7 černý pěšec · f7 černý pěšec · g7 černý střelec · h7 černý pěšec · a6 černý pěšec · c6 černý jezdec · d6 černý pěšec · f6 černý jezdec · g6 černý pěšec · c4 bílý pěšec · d4 bílý pěšec · e4 bílý pěšec · c3 bílý jezdec · e3 bílý střelec · f3 bílý pěšec · a2 bílý pěšec · b2 bílý pěšec · d2 bílý dáma · e2 bílý jezdec · g2 bílý pěšec · h2 bílý pěšec · a1 bílý věž · e1 bílý král · f1 bílý střelec · h1 bílý věž | b8 černý věž · c8 černý střelec · d8 černý dáma · f8 černý věž · g8 černý král · b7 černý pěšec · c7 černý pěšec · e7 černý pěšec · f7 černý pěšec · g7 černý střelec · h7 černý pěšec · a6 černý pěšec · c6 černý jezdec · d6 černý pěšec · f6 černý jezdec · g6 černý pěšec · c4 bílý pěšec · d4 bílý pěšec · e4 bílý pěšec · c3 bílý jezdec · e3 bílý střelec · f3 bílý pěšec · a2 bílý pěšec · b2 bílý pěšec · d2 bílý dáma · e2 bílý jezdec · g2 bílý pěšec · h2 bílý pěšec · a1 bílý věž · e1 bílý král · f1 bílý střelec · h1 bílý věž | b8 černý věž · c8 černý střelec · d8 černý dáma · f8 černý věž · g8 černý král · b7 černý pěšec · c7 černý pěšec · e7 černý pěšec · f7 černý pěšec · g7 černý střelec · h7 černý pěšec · a6 černý pěšec · c6 černý jezdec · d6 černý pěšec · f6 černý jezdec · g6 černý pěšec · c4 bílý pěšec · d4 bílý pěšec · e4 bílý pěšec · c3 bílý jezdec · e3 bílý střelec · f3 bílý pěšec · a2 bílý pěšec · b2 bílý pěšec · d2 bílý dáma · e2 bílý jezdec · g2 bílý pěšec · h2 bílý pěšec · a1 bílý věž · e1 bílý král · f1 bílý střelec · h1 bílý věž | b8 černý věž · c8 černý střelec · d8 černý dáma · f8 černý věž · g8 černý král · b7 černý pěšec · c7 černý pěšec · e7 černý pěšec · f7 černý pěšec · g7 černý střelec · h7 černý pěšec · a6 černý pěšec · c6 černý jezdec · d6 černý pěšec · f6 černý jezdec · g6 černý pěšec · c4 bílý pěšec · d4 bílý pěšec · e4 bílý pěšec · c3 bílý jezdec · e3 bílý střelec · f3 bílý pěšec · a2 bílý pěšec · b2 bílý pěšec · d2 bílý dáma · e2 bílý jezdec · g2 bílý pěšec · h2 bílý pěšec · a1 bílý věž · e1 bílý král · f1 bílý střelec · h1 bílý věž | 3 |
| 2 | b8 černý věž · c8 černý střelec · d8 černý dáma · f8 černý věž · g8 černý král · b7 černý pěšec · c7 černý pěšec · e7 černý pěšec · f7 černý pěšec · g7 černý střelec · h7 černý pěšec · a6 černý pěšec · c6 černý jezdec · d6 černý pěšec · f6 černý jezdec · g6 černý pěšec · c4 bílý pěšec · d4 bílý pěšec · e4 bílý pěšec · c3 bílý jezdec · e3 bílý střelec · f3 bílý pěšec · a2 bílý pěšec · b2 bílý pěšec · d2 bílý dáma · e2 bílý jezdec · g2 bílý pěšec · h2 bílý pěšec · a1 bílý věž · e1 bílý král · f1 bílý střelec · h1 bílý věž | b8 černý věž · c8 černý střelec · d8 černý dáma · f8 černý věž · g8 černý král · b7 černý pěšec · c7 černý pěšec · e7 černý pěšec · f7 černý pěšec · g7 černý střelec · h7 černý pěšec · a6 černý pěšec · c6 černý jezdec · d6 černý pěšec · f6 černý jezdec · g6 černý pěšec · c4 bílý pěšec · d4 bílý pěšec · e4 bílý pěšec · c3 bílý jezdec · e3 bílý střelec · f3 bílý pěšec · a2 bílý pěšec · b2 bílý pěšec · d2 bílý dáma · e2 bílý jezdec · g2 bílý pěšec · h2 bílý pěšec · a1 bílý věž · e1 bílý král · f1 bílý střelec · h1 bílý věž | b8 černý věž · c8 černý střelec · d8 černý dáma · f8 černý věž · g8 černý král · b7 černý pěšec · c7 černý pěšec · e7 černý pěšec · f7 černý pěšec · g7 černý střelec · h7 černý pěšec · a6 černý pěšec · c6 černý jezdec · d6 černý pěšec · f6 černý jezdec · g6 černý pěšec · c4 bílý pěšec · d4 bílý pěšec · e4 bílý pěšec · c3 bílý jezdec · e3 bílý střelec · f3 bílý pěšec · a2 bílý pěšec · b2 bílý pěšec · d2 bílý dáma · e2 bílý jezdec · g2 bílý pěšec · h2 bílý pěšec · a1 bílý věž · e1 bílý král · f1 bílý střelec · h1 bílý věž | b8 černý věž · c8 černý střelec · d8 černý dáma · f8 černý věž · g8 černý král · b7 černý pěšec · c7 černý pěšec · e7 černý pěšec · f7 černý pěšec · g7 černý střelec · h7 černý pěšec · a6 černý pěšec · c6 černý jezdec · d6 černý pěšec · f6 černý jezdec · g6 černý pěšec · c4 bílý pěšec · d4 bílý pěšec · e4 bílý pěšec · c3 bílý jezdec · e3 bílý střelec · f3 bílý pěšec · a2 bílý pěšec · b2 bílý pěšec · d2 bílý dáma · e2 bílý jezdec · g2 bílý pěšec · h2 bílý pěšec · a1 bílý věž · e1 bílý král · f1 bílý střelec · h1 bílý věž | b8 černý věž · c8 černý střelec · d8 černý dáma · f8 černý věž · g8 černý král · b7 černý pěšec · c7 černý pěšec · e7 černý pěšec · f7 černý pěšec · g7 černý střelec · h7 černý pěšec · a6 černý pěšec · c6 černý jezdec · d6 černý pěšec · f6 černý jezdec · g6 černý pěšec · c4 bílý pěšec · d4 bílý pěšec · e4 bílý pěšec · c3 bílý jezdec · e3 bílý střelec · f3 bílý pěšec · a2 bílý pěšec · b2 bílý pěšec · d2 bílý dáma · e2 bílý jezdec · g2 bílý pěšec · h2 bílý pěšec · a1 bílý věž · e1 bílý král · f1 bílý střelec · h1 bílý věž | b8 černý věž · c8 černý střelec · d8 černý dáma · f8 černý věž · g8 černý král · b7 černý pěšec · c7 černý pěšec · e7 černý pěšec · f7 černý pěšec · g7 černý střelec · h7 černý pěšec · a6 černý pěšec · c6 černý jezdec · d6 černý pěšec · f6 černý jezdec · g6 černý pěšec · c4 bílý pěšec · d4 bílý pěšec · e4 bílý pěšec · c3 bílý jezdec · e3 bílý střelec · f3 bílý pěšec · a2 bílý pěšec · b2 bílý pěšec · d2 bílý dáma · e2 bílý jezdec · g2 bílý pěšec · h2 bílý pěšec · a1 bílý věž · e1 bílý král · f1 bílý střelec · h1 bílý věž | b8 černý věž · c8 černý střelec · d8 černý dáma · f8 černý věž · g8 černý král · b7 černý pěšec · c7 černý pěšec · e7 černý pěšec · f7 černý pěšec · g7 černý střelec · h7 černý pěšec · a6 černý pěšec · c6 černý jezdec · d6 černý pěšec · f6 černý jezdec · g6 černý pěšec · c4 bílý pěšec · d4 bílý pěšec · e4 bílý pěšec · c3 bílý jezdec · e3 bílý střelec · f3 bílý pěšec · a2 bílý pěšec · b2 bílý pěšec · d2 bílý dáma · e2 bílý jezdec · g2 bílý pěšec · h2 bílý pěšec · a1 bílý věž · e1 bílý král · f1 bílý střelec · h1 bílý věž | b8 černý věž · c8 černý střelec · d8 černý dáma · f8 černý věž · g8 černý král · b7 černý pěšec · c7 černý pěšec · e7 černý pěšec · f7 černý pěšec · g7 černý střelec · h7 černý pěšec · a6 černý pěšec · c6 černý jezdec · d6 černý pěšec · f6 černý jezdec · g6 černý pěšec · c4 bílý pěšec · d4 bílý pěšec · e4 bílý pěšec · c3 bílý jezdec · e3 bílý střelec · f3 bílý pěšec · a2 bílý pěšec · b2 bílý pěšec · d2 bílý dáma · e2 bílý jezdec · g2 bílý pěšec · h2 bílý pěšec · a1 bílý věž · e1 bílý král · f1 bílý střelec · h1 bílý věž | 2 |
| 1 | b8 černý věž · c8 černý střelec · d8 černý dáma · f8 černý věž · g8 černý král · b7 černý pěšec · c7 černý pěšec · e7 černý pěšec · f7 černý pěšec · g7 černý střelec · h7 černý pěšec · a6 černý pěšec · c6 černý jezdec · d6 černý pěšec · f6 černý jezdec · g6 černý pěšec · c4 bílý pěšec · d4 bílý pěšec · e4 bílý pěšec · c3 bílý jezdec · e3 bílý střelec · f3 bílý pěšec · a2 bílý pěšec · b2 bílý pěšec · d2 bílý dáma · e2 bílý jezdec · g2 bílý pěšec · h2 bílý pěšec · a1 bílý věž · e1 bílý král · f1 bílý střelec · h1 bílý věž | b8 černý věž · c8 černý střelec · d8 černý dáma · f8 černý věž · g8 černý král · b7 černý pěšec · c7 černý pěšec · e7 černý pěšec · f7 černý pěšec · g7 černý střelec · h7 černý pěšec · a6 černý pěšec · c6 černý jezdec · d6 černý pěšec · f6 černý jezdec · g6 černý pěšec · c4 bílý pěšec · d4 bílý pěšec · e4 bílý pěšec · c3 bílý jezdec · e3 bílý střelec · f3 bílý pěšec · a2 bílý pěšec · b2 bílý pěšec · d2 bílý dáma · e2 bílý jezdec · g2 bílý pěšec · h2 bílý pěšec · a1 bílý věž · e1 bílý král · f1 bílý střelec · h1 bílý věž | b8 černý věž · c8 černý střelec · d8 černý dáma · f8 černý věž · g8 černý král · b7 černý pěšec · c7 černý pěšec · e7 černý pěšec · f7 černý pěšec · g7 černý střelec · h7 černý pěšec · a6 černý pěšec · c6 černý jezdec · d6 černý pěšec · f6 černý jezdec · g6 černý pěšec · c4 bílý pěšec · d4 bílý pěšec · e4 bílý pěšec · c3 bílý jezdec · e3 bílý střelec · f3 bílý pěšec · a2 bílý pěšec · b2 bílý pěšec · d2 bílý dáma · e2 bílý jezdec · g2 bílý pěšec · h2 bílý pěšec · a1 bílý věž · e1 bílý král · f1 bílý střelec · h1 bílý věž | b8 černý věž · c8 černý střelec · d8 černý dáma · f8 černý věž · g8 černý král · b7 černý pěšec · c7 černý pěšec · e7 černý pěšec · f7 černý pěšec · g7 černý střelec · h7 černý pěšec · a6 černý pěšec · c6 černý jezdec · d6 černý pěšec · f6 černý jezdec · g6 černý pěšec · c4 bílý pěšec · d4 bílý pěšec · e4 bílý pěšec · c3 bílý jezdec · e3 bílý střelec · f3 bílý pěšec · a2 bílý pěšec · b2 bílý pěšec · d2 bílý dáma · e2 bílý jezdec · g2 bílý pěšec · h2 bílý pěšec · a1 bílý věž · e1 bílý král · f1 bílý střelec · h1 bílý věž | b8 černý věž · c8 černý střelec · d8 černý dáma · f8 černý věž · g8 černý král · b7 černý pěšec · c7 černý pěšec · e7 černý pěšec · f7 černý pěšec · g7 černý střelec · h7 černý pěšec · a6 černý pěšec · c6 černý jezdec · d6 černý pěšec · f6 černý jezdec · g6 černý pěšec · c4 bílý pěšec · d4 bílý pěšec · e4 bílý pěšec · c3 bílý jezdec · e3 bílý střelec · f3 bílý pěšec · a2 bílý pěšec · b2 bílý pěšec · d2 bílý dáma · e2 bílý jezdec · g2 bílý pěšec · h2 bílý pěšec · a1 bílý věž · e1 bílý král · f1 bílý střelec · h1 bílý věž | b8 černý věž · c8 černý střelec · d8 černý dáma · f8 černý věž · g8 černý král · b7 černý pěšec · c7 černý pěšec · e7 černý pěšec · f7 černý pěšec · g7 černý střelec · h7 černý pěšec · a6 černý pěšec · c6 černý jezdec · d6 černý pěšec · f6 černý jezdec · g6 černý pěšec · c4 bílý pěšec · d4 bílý pěšec · e4 bílý pěšec · c3 bílý jezdec · e3 bílý střelec · f3 bílý pěšec · a2 bílý pěšec · b2 bílý pěšec · d2 bílý dáma · e2 bílý jezdec · g2 bílý pěšec · h2 bílý pěšec · a1 bílý věž · e1 bílý král · f1 bílý střelec · h1 bílý věž | b8 černý věž · c8 černý střelec · d8 černý dáma · f8 černý věž · g8 černý král · b7 černý pěšec · c7 černý pěšec · e7 černý pěšec · f7 černý pěšec · g7 černý střelec · h7 černý pěšec · a6 černý pěšec · c6 černý jezdec · d6 černý pěšec · f6 černý jezdec · g6 černý pěšec · c4 bílý pěšec · d4 bílý pěšec · e4 bílý pěšec · c3 bílý jezdec · e3 bílý střelec · f3 bílý pěšec · a2 bílý pěšec · b2 bílý pěšec · d2 bílý dáma · e2 bílý jezdec · g2 bílý pěšec · h2 bílý pěšec · a1 bílý věž · e1 bílý král · f1 bílý střelec · h1 bílý věž | b8 černý věž · c8 černý střelec · d8 černý dáma · f8 černý věž · g8 černý král · b7 černý pěšec · c7 černý pěšec · e7 černý pěšec · f7 černý pěšec · g7 černý střelec · h7 černý pěšec · a6 černý pěšec · c6 černý jezdec · d6 černý pěšec · f6 černý jezdec · g6 černý pěšec · c4 bílý pěšec · d4 bílý pěšec · e4 bílý pěšec · c3 bílý jezdec · e3 bílý střelec · f3 bílý pěšec · a2 bílý pěšec · b2 bílý pěšec · d2 bílý dáma · e2 bílý jezdec · g2 bílý pěšec · h2 bílý pěšec · a1 bílý věž · e1 bílý král · f1 bílý střelec · h1 bílý věž | 1 |
|   | a | b | c | d | e | f | g | h |   |

1. d4 Jf6 2. c4 g6 3. Jc3 Sg7 4. e4 d6 5. f3 0-0 6. Se3 Jc6
- 7. Dd2 a6 8. 0-0-0 b5 černý má protiútok
- 7. Jge2 a6 s přípravou b5
  - 8.h4 h5 9. Jc1 Jd7 10. Jb3 a5 s nejasnou hrou
  - 8. Dd2 Vb8
    - 9. Jc1 e5
      - 10. d5 Jd4 s protihrou
      - 10. Jb3 exd4 11. Jxd4 s vyrovnanou hrou

    - 9. h4 h5
      - 10. 0-0-0 b5 s nejasnou hrou 11. Sh6 e5 12. Sxg7 Kxg7 viz 10. Sh6
      - 10. Sh6 b5 11. Sxg7 Kxg7 12. 0-0-0 e5 13. dxe5 Jxe5 s protihrou černého
      - 10. Jc1 e5 11. d5 Jd4 s nejasnou hrou

### Klasická varianta
|   | a | b | c | d | e | f | g | h |   |
| 8 | a8 černý věž · b8 černý jezdec · c8 černý střelec · f8 černý věž · g8 černý král · a7 černý pěšec · b7 černý pěšec · c7 černý pěšec · f7 černý pěšec · g7 černý střelec · h7 černý pěšec · d6 černý pěšec · g6 černý pěšec · d5 bílý pěšec · e5 černý pěšec · c4 bílý pěšec · e4 bílý pěšec · h4 bílý dáma · c3 bílý jezdec · e3 černý jezdec · f3 bílý pěšec · a2 bílý pěšec · b2 bílý pěšec · h2 bílý pěšec · a1 bílý věž · e1 bílý král · g1 bílý jezdec · h1 bílý věž | a8 černý věž · b8 černý jezdec · c8 černý střelec · f8 černý věž · g8 černý král · a7 černý pěšec · b7 černý pěšec · c7 černý pěšec · f7 černý pěšec · g7 černý střelec · h7 černý pěšec · d6 černý pěšec · g6 černý pěšec · d5 bílý pěšec · e5 černý pěšec · c4 bílý pěšec · e4 bílý pěšec · h4 bílý dáma · c3 bílý jezdec · e3 černý jezdec · f3 bílý pěšec · a2 bílý pěšec · b2 bílý pěšec · h2 bílý pěšec · a1 bílý věž · e1 bílý král · g1 bílý jezdec · h1 bílý věž | a8 černý věž · b8 černý jezdec · c8 černý střelec · f8 černý věž · g8 černý král · a7 černý pěšec · b7 černý pěšec · c7 černý pěšec · f7 černý pěšec · g7 černý střelec · h7 černý pěšec · d6 černý pěšec · g6 černý pěšec · d5 bílý pěšec · e5 černý pěšec · c4 bílý pěšec · e4 bílý pěšec · h4 bílý dáma · c3 bílý jezdec · e3 černý jezdec · f3 bílý pěšec · a2 bílý pěšec · b2 bílý pěšec · h2 bílý pěšec · a1 bílý věž · e1 bílý král · g1 bílý jezdec · h1 bílý věž | a8 černý věž · b8 černý jezdec · c8 černý střelec · f8 černý věž · g8 černý král · a7 černý pěšec · b7 černý pěšec · c7 černý pěšec · f7 černý pěšec · g7 černý střelec · h7 černý pěšec · d6 černý pěšec · g6 černý pěšec · d5 bílý pěšec · e5 černý pěšec · c4 bílý pěšec · e4 bílý pěšec · h4 bílý dáma · c3 bílý jezdec · e3 černý jezdec · f3 bílý pěšec · a2 bílý pěšec · b2 bílý pěšec · h2 bílý pěšec · a1 bílý věž · e1 bílý král · g1 bílý jezdec · h1 bílý věž | a8 černý věž · b8 černý jezdec · c8 černý střelec · f8 černý věž · g8 černý král · a7 černý pěšec · b7 černý pěšec · c7 černý pěšec · f7 černý pěšec · g7 černý střelec · h7 černý pěšec · d6 černý pěšec · g6 černý pěšec · d5 bílý pěšec · e5 černý pěšec · c4 bílý pěšec · e4 bílý pěšec · h4 bílý dáma · c3 bílý jezdec · e3 černý jezdec · f3 bílý pěšec · a2 bílý pěšec · b2 bílý pěšec · h2 bílý pěšec · a1 bílý věž · e1 bílý král · g1 bílý jezdec · h1 bílý věž | a8 černý věž · b8 černý jezdec · c8 černý střelec · f8 černý věž · g8 černý král · a7 černý pěšec · b7 černý pěšec · c7 černý pěšec · f7 černý pěšec · g7 černý střelec · h7 černý pěšec · d6 černý pěšec · g6 černý pěšec · d5 bílý pěšec · e5 černý pěšec · c4 bílý pěšec · e4 bílý pěšec · h4 bílý dáma · c3 bílý jezdec · e3 černý jezdec · f3 bílý pěšec · a2 bílý pěšec · b2 bílý pěšec · h2 bílý pěšec · a1 bílý věž · e1 bílý král · g1 bílý jezdec · h1 bílý věž | a8 černý věž · b8 černý jezdec · c8 černý střelec · f8 černý věž · g8 černý král · a7 černý pěšec · b7 černý pěšec · c7 černý pěšec · f7 černý pěšec · g7 černý střelec · h7 černý pěšec · d6 černý pěšec · g6 černý pěšec · d5 bílý pěšec · e5 černý pěšec · c4 bílý pěšec · e4 bílý pěšec · h4 bílý dáma · c3 bílý jezdec · e3 černý jezdec · f3 bílý pěšec · a2 bílý pěšec · b2 bílý pěšec · h2 bílý pěšec · a1 bílý věž · e1 bílý král · g1 bílý jezdec · h1 bílý věž | a8 černý věž · b8 černý jezdec · c8 černý střelec · f8 černý věž · g8 černý král · a7 černý pěšec · b7 černý pěšec · c7 černý pěšec · f7 černý pěšec · g7 černý střelec · h7 černý pěšec · d6 černý pěšec · g6 černý pěšec · d5 bílý pěšec · e5 černý pěšec · c4 bílý pěšec · e4 bílý pěšec · h4 bílý dáma · c3 bílý jezdec · e3 černý jezdec · f3 bílý pěšec · a2 bílý pěšec · b2 bílý pěšec · h2 bílý pěšec · a1 bílý věž · e1 bílý král · g1 bílý jezdec · h1 bílý věž | 8 |
| 7 | a8 černý věž · b8 černý jezdec · c8 černý střelec · f8 černý věž · g8 černý král · a7 černý pěšec · b7 černý pěšec · c7 černý pěšec · f7 černý pěšec · g7 černý střelec · h7 černý pěšec · d6 černý pěšec · g6 černý pěšec · d5 bílý pěšec · e5 černý pěšec · c4 bílý pěšec · e4 bílý pěšec · h4 bílý dáma · c3 bílý jezdec · e3 černý jezdec · f3 bílý pěšec · a2 bílý pěšec · b2 bílý pěšec · h2 bílý pěšec · a1 bílý věž · e1 bílý král · g1 bílý jezdec · h1 bílý věž | a8 černý věž · b8 černý jezdec · c8 černý střelec · f8 černý věž · g8 černý král · a7 černý pěšec · b7 černý pěšec · c7 černý pěšec · f7 černý pěšec · g7 černý střelec · h7 černý pěšec · d6 černý pěšec · g6 černý pěšec · d5 bílý pěšec · e5 černý pěšec · c4 bílý pěšec · e4 bílý pěšec · h4 bílý dáma · c3 bílý jezdec · e3 černý jezdec · f3 bílý pěšec · a2 bílý pěšec · b2 bílý pěšec · h2 bílý pěšec · a1 bílý věž · e1 bílý král · g1 bílý jezdec · h1 bílý věž | a8 černý věž · b8 černý jezdec · c8 černý střelec · f8 černý věž · g8 černý král · a7 černý pěšec · b7 černý pěšec · c7 černý pěšec · f7 černý pěšec · g7 černý střelec · h7 černý pěšec · d6 černý pěšec · g6 černý pěšec · d5 bílý pěšec · e5 černý pěšec · c4 bílý pěšec · e4 bílý pěšec · h4 bílý dáma · c3 bílý jezdec · e3 černý jezdec · f3 bílý pěšec · a2 bílý pěšec · b2 bílý pěšec · h2 bílý pěšec · a1 bílý věž · e1 bílý král · g1 bílý jezdec · h1 bílý věž | a8 černý věž · b8 černý jezdec · c8 černý střelec · f8 černý věž · g8 černý král · a7 černý pěšec · b7 černý pěšec · c7 černý pěšec · f7 černý pěšec · g7 černý střelec · h7 černý pěšec · d6 černý pěšec · g6 černý pěšec · d5 bílý pěšec · e5 černý pěšec · c4 bílý pěšec · e4 bílý pěšec · h4 bílý dáma · c3 bílý jezdec · e3 černý jezdec · f3 bílý pěšec · a2 bílý pěšec · b2 bílý pěšec · h2 bílý pěšec · a1 bílý věž · e1 bílý král · g1 bílý jezdec · h1 bílý věž | a8 černý věž · b8 černý jezdec · c8 černý střelec · f8 černý věž · g8 černý král · a7 černý pěšec · b7 černý pěšec · c7 černý pěšec · f7 černý pěšec · g7 černý střelec · h7 černý pěšec · d6 černý pěšec · g6 černý pěšec · d5 bílý pěšec · e5 černý pěšec · c4 bílý pěšec · e4 bílý pěšec · h4 bílý dáma · c3 bílý jezdec · e3 černý jezdec · f3 bílý pěšec · a2 bílý pěšec · b2 bílý pěšec · h2 bílý pěšec · a1 bílý věž · e1 bílý král · g1 bílý jezdec · h1 bílý věž | a8 černý věž · b8 černý jezdec · c8 černý střelec · f8 černý věž · g8 černý král · a7 černý pěšec · b7 černý pěšec · c7 černý pěšec · f7 černý pěšec · g7 černý střelec · h7 černý pěšec · d6 černý pěšec · g6 černý pěšec · d5 bílý pěšec · e5 černý pěšec · c4 bílý pěšec · e4 bílý pěšec · h4 bílý dáma · c3 bílý jezdec · e3 černý jezdec · f3 bílý pěšec · a2 bílý pěšec · b2 bílý pěšec · h2 bílý pěšec · a1 bílý věž · e1 bílý král · g1 bílý jezdec · h1 bílý věž | a8 černý věž · b8 černý jezdec · c8 černý střelec · f8 černý věž · g8 černý král · a7 černý pěšec · b7 černý pěšec · c7 černý pěšec · f7 černý pěšec · g7 černý střelec · h7 černý pěšec · d6 černý pěšec · g6 černý pěšec · d5 bílý pěšec · e5 černý pěšec · c4 bílý pěšec · e4 bílý pěšec · h4 bílý dáma · c3 bílý jezdec · e3 černý jezdec · f3 bílý pěšec · a2 bílý pěšec · b2 bílý pěšec · h2 bílý pěšec · a1 bílý věž · e1 bílý král · g1 bílý jezdec · h1 bílý věž | a8 černý věž · b8 černý jezdec · c8 černý střelec · f8 černý věž · g8 černý král · a7 černý pěšec · b7 černý pěšec · c7 černý pěšec · f7 černý pěšec · g7 černý střelec · h7 černý pěšec · d6 černý pěšec · g6 černý pěšec · d5 bílý pěšec · e5 černý pěšec · c4 bílý pěšec · e4 bílý pěšec · h4 bílý dáma · c3 bílý jezdec · e3 černý jezdec · f3 bílý pěšec · a2 bílý pěšec · b2 bílý pěšec · h2 bílý pěšec · a1 bílý věž · e1 bílý král · g1 bílý jezdec · h1 bílý věž | 7 |
| 6 | a8 černý věž · b8 černý jezdec · c8 černý střelec · f8 černý věž · g8 černý král · a7 černý pěšec · b7 černý pěšec · c7 černý pěšec · f7 černý pěšec · g7 černý střelec · h7 černý pěšec · d6 černý pěšec · g6 černý pěšec · d5 bílý pěšec · e5 černý pěšec · c4 bílý pěšec · e4 bílý pěšec · h4 bílý dáma · c3 bílý jezdec · e3 černý jezdec · f3 bílý pěšec · a2 bílý pěšec · b2 bílý pěšec · h2 bílý pěšec · a1 bílý věž · e1 bílý král · g1 bílý jezdec · h1 bílý věž | a8 černý věž · b8 černý jezdec · c8 černý střelec · f8 černý věž · g8 černý král · a7 černý pěšec · b7 černý pěšec · c7 černý pěšec · f7 černý pěšec · g7 černý střelec · h7 černý pěšec · d6 černý pěšec · g6 černý pěšec · d5 bílý pěšec · e5 černý pěšec · c4 bílý pěšec · e4 bílý pěšec · h4 bílý dáma · c3 bílý jezdec · e3 černý jezdec · f3 bílý pěšec · a2 bílý pěšec · b2 bílý pěšec · h2 bílý pěšec · a1 bílý věž · e1 bílý král · g1 bílý jezdec · h1 bílý věž | a8 černý věž · b8 černý jezdec · c8 černý střelec · f8 černý věž · g8 černý král · a7 černý pěšec · b7 černý pěšec · c7 černý pěšec · f7 černý pěšec · g7 černý střelec · h7 černý pěšec · d6 černý pěšec · g6 černý pěšec · d5 bílý pěšec · e5 černý pěšec · c4 bílý pěšec · e4 bílý pěšec · h4 bílý dáma · c3 bílý jezdec · e3 černý jezdec · f3 bílý pěšec · a2 bílý pěšec · b2 bílý pěšec · h2 bílý pěšec · a1 bílý věž · e1 bílý král · g1 bílý jezdec · h1 bílý věž | a8 černý věž · b8 černý jezdec · c8 černý střelec · f8 černý věž · g8 černý král · a7 černý pěšec · b7 černý pěšec · c7 černý pěšec · f7 černý pěšec · g7 černý střelec · h7 černý pěšec · d6 černý pěšec · g6 černý pěšec · d5 bílý pěšec · e5 černý pěšec · c4 bílý pěšec · e4 bílý pěšec · h4 bílý dáma · c3 bílý jezdec · e3 černý jezdec · f3 bílý pěšec · a2 bílý pěšec · b2 bílý pěšec · h2 bílý pěšec · a1 bílý věž · e1 bílý král · g1 bílý jezdec · h1 bílý věž | a8 černý věž · b8 černý jezdec · c8 černý střelec · f8 černý věž · g8 černý král · a7 černý pěšec · b7 černý pěšec · c7 černý pěšec · f7 černý pěšec · g7 černý střelec · h7 černý pěšec · d6 černý pěšec · g6 černý pěšec · d5 bílý pěšec · e5 černý pěšec · c4 bílý pěšec · e4 bílý pěšec · h4 bílý dáma · c3 bílý jezdec · e3 černý jezdec · f3 bílý pěšec · a2 bílý pěšec · b2 bílý pěšec · h2 bílý pěšec · a1 bílý věž · e1 bílý král · g1 bílý jezdec · h1 bílý věž | a8 černý věž · b8 černý jezdec · c8 černý střelec · f8 černý věž · g8 černý král · a7 černý pěšec · b7 černý pěšec · c7 černý pěšec · f7 černý pěšec · g7 černý střelec · h7 černý pěšec · d6 černý pěšec · g6 černý pěšec · d5 bílý pěšec · e5 černý pěšec · c4 bílý pěšec · e4 bílý pěšec · h4 bílý dáma · c3 bílý jezdec · e3 černý jezdec · f3 bílý pěšec · a2 bílý pěšec · b2 bílý pěšec · h2 bílý pěšec · a1 bílý věž · e1 bílý král · g1 bílý jezdec · h1 bílý věž | a8 černý věž · b8 černý jezdec · c8 černý střelec · f8 černý věž · g8 černý král · a7 černý pěšec · b7 černý pěšec · c7 černý pěšec · f7 černý pěšec · g7 černý střelec · h7 černý pěšec · d6 černý pěšec · g6 černý pěšec · d5 bílý pěšec · e5 černý pěšec · c4 bílý pěšec · e4 bílý pěšec · h4 bílý dáma · c3 bílý jezdec · e3 černý jezdec · f3 bílý pěšec · a2 bílý pěšec · b2 bílý pěšec · h2 bílý pěšec · a1 bílý věž · e1 bílý král · g1 bílý jezdec · h1 bílý věž | a8 černý věž · b8 černý jezdec · c8 černý střelec · f8 černý věž · g8 černý král · a7 černý pěšec · b7 černý pěšec · c7 černý pěšec · f7 černý pěšec · g7 černý střelec · h7 černý pěšec · d6 černý pěšec · g6 černý pěšec · d5 bílý pěšec · e5 černý pěšec · c4 bílý pěšec · e4 bílý pěšec · h4 bílý dáma · c3 bílý jezdec · e3 černý jezdec · f3 bílý pěšec · a2 bílý pěšec · b2 bílý pěšec · h2 bílý pěšec · a1 bílý věž · e1 bílý král · g1 bílý jezdec · h1 bílý věž | 6 |
| 5 | a8 černý věž · b8 černý jezdec · c8 černý střelec · f8 černý věž · g8 černý král · a7 černý pěšec · b7 černý pěšec · c7 černý pěšec · f7 černý pěšec · g7 černý střelec · h7 černý pěšec · d6 černý pěšec · g6 černý pěšec · d5 bílý pěšec · e5 černý pěšec · c4 bílý pěšec · e4 bílý pěšec · h4 bílý dáma · c3 bílý jezdec · e3 černý jezdec · f3 bílý pěšec · a2 bílý pěšec · b2 bílý pěšec · h2 bílý pěšec · a1 bílý věž · e1 bílý král · g1 bílý jezdec · h1 bílý věž | a8 černý věž · b8 černý jezdec · c8 černý střelec · f8 černý věž · g8 černý král · a7 černý pěšec · b7 černý pěšec · c7 černý pěšec · f7 černý pěšec · g7 černý střelec · h7 černý pěšec · d6 černý pěšec · g6 černý pěšec · d5 bílý pěšec · e5 černý pěšec · c4 bílý pěšec · e4 bílý pěšec · h4 bílý dáma · c3 bílý jezdec · e3 černý jezdec · f3 bílý pěšec · a2 bílý pěšec · b2 bílý pěšec · h2 bílý pěšec · a1 bílý věž · e1 bílý král · g1 bílý jezdec · h1 bílý věž | a8 černý věž · b8 černý jezdec · c8 černý střelec · f8 černý věž · g8 černý král · a7 černý pěšec · b7 černý pěšec · c7 černý pěšec · f7 černý pěšec · g7 černý střelec · h7 černý pěšec · d6 černý pěšec · g6 černý pěšec · d5 bílý pěšec · e5 černý pěšec · c4 bílý pěšec · e4 bílý pěšec · h4 bílý dáma · c3 bílý jezdec · e3 černý jezdec · f3 bílý pěšec · a2 bílý pěšec · b2 bílý pěšec · h2 bílý pěšec · a1 bílý věž · e1 bílý král · g1 bílý jezdec · h1 bílý věž | a8 černý věž · b8 černý jezdec · c8 černý střelec · f8 černý věž · g8 černý král · a7 černý pěšec · b7 černý pěšec · c7 černý pěšec · f7 černý pěšec · g7 černý střelec · h7 černý pěšec · d6 černý pěšec · g6 černý pěšec · d5 bílý pěšec · e5 černý pěšec · c4 bílý pěšec · e4 bílý pěšec · h4 bílý dáma · c3 bílý jezdec · e3 černý jezdec · f3 bílý pěšec · a2 bílý pěšec · b2 bílý pěšec · h2 bílý pěšec · a1 bílý věž · e1 bílý král · g1 bílý jezdec · h1 bílý věž | a8 černý věž · b8 černý jezdec · c8 černý střelec · f8 černý věž · g8 černý král · a7 černý pěšec · b7 černý pěšec · c7 černý pěšec · f7 černý pěšec · g7 černý střelec · h7 černý pěšec · d6 černý pěšec · g6 černý pěšec · d5 bílý pěšec · e5 černý pěšec · c4 bílý pěšec · e4 bílý pěšec · h4 bílý dáma · c3 bílý jezdec · e3 černý jezdec · f3 bílý pěšec · a2 bílý pěšec · b2 bílý pěšec · h2 bílý pěšec · a1 bílý věž · e1 bílý král · g1 bílý jezdec · h1 bílý věž | a8 černý věž · b8 černý jezdec · c8 černý střelec · f8 černý věž · g8 černý král · a7 černý pěšec · b7 černý pěšec · c7 černý pěšec · f7 černý pěšec · g7 černý střelec · h7 černý pěšec · d6 černý pěšec · g6 černý pěšec · d5 bílý pěšec · e5 černý pěšec · c4 bílý pěšec · e4 bílý pěšec · h4 bílý dáma · c3 bílý jezdec · e3 černý jezdec · f3 bílý pěšec · a2 bílý pěšec · b2 bílý pěšec · h2 bílý pěšec · a1 bílý věž · e1 bílý král · g1 bílý jezdec · h1 bílý věž | a8 černý věž · b8 černý jezdec · c8 černý střelec · f8 černý věž · g8 černý král · a7 černý pěšec · b7 černý pěšec · c7 černý pěšec · f7 černý pěšec · g7 černý střelec · h7 černý pěšec · d6 černý pěšec · g6 černý pěšec · d5 bílý pěšec · e5 černý pěšec · c4 bílý pěšec · e4 bílý pěšec · h4 bílý dáma · c3 bílý jezdec · e3 černý jezdec · f3 bílý pěšec · a2 bílý pěšec · b2 bílý pěšec · h2 bílý pěšec · a1 bílý věž · e1 bílý král · g1 bílý jezdec · h1 bílý věž | a8 černý věž · b8 černý jezdec · c8 černý střelec · f8 černý věž · g8 černý král · a7 černý pěšec · b7 černý pěšec · c7 černý pěšec · f7 černý pěšec · g7 černý střelec · h7 černý pěšec · d6 černý pěšec · g6 černý pěšec · d5 bílý pěšec · e5 černý pěšec · c4 bílý pěšec · e4 bílý pěšec · h4 bílý dáma · c3 bílý jezdec · e3 černý jezdec · f3 bílý pěšec · a2 bílý pěšec · b2 bílý pěšec · h2 bílý pěšec · a1 bílý věž · e1 bílý král · g1 bílý jezdec · h1 bílý věž | 5 |
| 4 | a8 černý věž · b8 černý jezdec · c8 černý střelec · f8 černý věž · g8 černý král · a7 černý pěšec · b7 černý pěšec · c7 černý pěšec · f7 černý pěšec · g7 černý střelec · h7 černý pěšec · d6 černý pěšec · g6 černý pěšec · d5 bílý pěšec · e5 černý pěšec · c4 bílý pěšec · e4 bílý pěšec · h4 bílý dáma · c3 bílý jezdec · e3 černý jezdec · f3 bílý pěšec · a2 bílý pěšec · b2 bílý pěšec · h2 bílý pěšec · a1 bílý věž · e1 bílý král · g1 bílý jezdec · h1 bílý věž | a8 černý věž · b8 černý jezdec · c8 černý střelec · f8 černý věž · g8 černý král · a7 černý pěšec · b7 černý pěšec · c7 černý pěšec · f7 černý pěšec · g7 černý střelec · h7 černý pěšec · d6 černý pěšec · g6 černý pěšec · d5 bílý pěšec · e5 černý pěšec · c4 bílý pěšec · e4 bílý pěšec · h4 bílý dáma · c3 bílý jezdec · e3 černý jezdec · f3 bílý pěšec · a2 bílý pěšec · b2 bílý pěšec · h2 bílý pěšec · a1 bílý věž · e1 bílý král · g1 bílý jezdec · h1 bílý věž | a8 černý věž · b8 černý jezdec · c8 černý střelec · f8 černý věž · g8 černý král · a7 černý pěšec · b7 černý pěšec · c7 černý pěšec · f7 černý pěšec · g7 černý střelec · h7 černý pěšec · d6 černý pěšec · g6 černý pěšec · d5 bílý pěšec · e5 černý pěšec · c4 bílý pěšec · e4 bílý pěšec · h4 bílý dáma · c3 bílý jezdec · e3 černý jezdec · f3 bílý pěšec · a2 bílý pěšec · b2 bílý pěšec · h2 bílý pěšec · a1 bílý věž · e1 bílý král · g1 bílý jezdec · h1 bílý věž | a8 černý věž · b8 černý jezdec · c8 černý střelec · f8 černý věž · g8 černý král · a7 černý pěšec · b7 černý pěšec · c7 černý pěšec · f7 černý pěšec · g7 černý střelec · h7 černý pěšec · d6 černý pěšec · g6 černý pěšec · d5 bílý pěšec · e5 černý pěšec · c4 bílý pěšec · e4 bílý pěšec · h4 bílý dáma · c3 bílý jezdec · e3 černý jezdec · f3 bílý pěšec · a2 bílý pěšec · b2 bílý pěšec · h2 bílý pěšec · a1 bílý věž · e1 bílý král · g1 bílý jezdec · h1 bílý věž | a8 černý věž · b8 černý jezdec · c8 černý střelec · f8 černý věž · g8 černý král · a7 černý pěšec · b7 černý pěšec · c7 černý pěšec · f7 černý pěšec · g7 černý střelec · h7 černý pěšec · d6 černý pěšec · g6 černý pěšec · d5 bílý pěšec · e5 černý pěšec · c4 bílý pěšec · e4 bílý pěšec · h4 bílý dáma · c3 bílý jezdec · e3 černý jezdec · f3 bílý pěšec · a2 bílý pěšec · b2 bílý pěšec · h2 bílý pěšec · a1 bílý věž · e1 bílý král · g1 bílý jezdec · h1 bílý věž | a8 černý věž · b8 černý jezdec · c8 černý střelec · f8 černý věž · g8 černý král · a7 černý pěšec · b7 černý pěšec · c7 černý pěšec · f7 černý pěšec · g7 černý střelec · h7 černý pěšec · d6 černý pěšec · g6 černý pěšec · d5 bílý pěšec · e5 černý pěšec · c4 bílý pěšec · e4 bílý pěšec · h4 bílý dáma · c3 bílý jezdec · e3 černý jezdec · f3 bílý pěšec · a2 bílý pěšec · b2 bílý pěšec · h2 bílý pěšec · a1 bílý věž · e1 bílý král · g1 bílý jezdec · h1 bílý věž | a8 černý věž · b8 černý jezdec · c8 černý střelec · f8 černý věž · g8 černý král · a7 černý pěšec · b7 černý pěšec · c7 černý pěšec · f7 černý pěšec · g7 černý střelec · h7 černý pěšec · d6 černý pěšec · g6 černý pěšec · d5 bílý pěšec · e5 černý pěšec · c4 bílý pěšec · e4 bílý pěšec · h4 bílý dáma · c3 bílý jezdec · e3 černý jezdec · f3 bílý pěšec · a2 bílý pěšec · b2 bílý pěšec · h2 bílý pěšec · a1 bílý věž · e1 bílý král · g1 bílý jezdec · h1 bílý věž | a8 černý věž · b8 černý jezdec · c8 černý střelec · f8 černý věž · g8 černý král · a7 černý pěšec · b7 černý pěšec · c7 černý pěšec · f7 černý pěšec · g7 černý střelec · h7 černý pěšec · d6 černý pěšec · g6 černý pěšec · d5 bílý pěšec · e5 černý pěšec · c4 bílý pěšec · e4 bílý pěšec · h4 bílý dáma · c3 bílý jezdec · e3 černý jezdec · f3 bílý pěšec · a2 bílý pěšec · b2 bílý pěšec · h2 bílý pěšec · a1 bílý věž · e1 bílý král · g1 bílý jezdec · h1 bílý věž | 4 |
| 3 | a8 černý věž · b8 černý jezdec · c8 černý střelec · f8 černý věž · g8 černý král · a7 černý pěšec · b7 černý pěšec · c7 černý pěšec · f7 černý pěšec · g7 černý střelec · h7 černý pěšec · d6 černý pěšec · g6 černý pěšec · d5 bílý pěšec · e5 černý pěšec · c4 bílý pěšec · e4 bílý pěšec · h4 bílý dáma · c3 bílý jezdec · e3 černý jezdec · f3 bílý pěšec · a2 bílý pěšec · b2 bílý pěšec · h2 bílý pěšec · a1 bílý věž · e1 bílý král · g1 bílý jezdec · h1 bílý věž | a8 černý věž · b8 černý jezdec · c8 černý střelec · f8 černý věž · g8 černý král · a7 černý pěšec · b7 černý pěšec · c7 černý pěšec · f7 černý pěšec · g7 černý střelec · h7 černý pěšec · d6 černý pěšec · g6 černý pěšec · d5 bílý pěšec · e5 černý pěšec · c4 bílý pěšec · e4 bílý pěšec · h4 bílý dáma · c3 bílý jezdec · e3 černý jezdec · f3 bílý pěšec · a2 bílý pěšec · b2 bílý pěšec · h2 bílý pěšec · a1 bílý věž · e1 bílý král · g1 bílý jezdec · h1 bílý věž | a8 černý věž · b8 černý jezdec · c8 černý střelec · f8 černý věž · g8 černý král · a7 černý pěšec · b7 černý pěšec · c7 černý pěšec · f7 černý pěšec · g7 černý střelec · h7 černý pěšec · d6 černý pěšec · g6 černý pěšec · d5 bílý pěšec · e5 černý pěšec · c4 bílý pěšec · e4 bílý pěšec · h4 bílý dáma · c3 bílý jezdec · e3 černý jezdec · f3 bílý pěšec · a2 bílý pěšec · b2 bílý pěšec · h2 bílý pěšec · a1 bílý věž · e1 bílý král · g1 bílý jezdec · h1 bílý věž | a8 černý věž · b8 černý jezdec · c8 černý střelec · f8 černý věž · g8 černý král · a7 černý pěšec · b7 černý pěšec · c7 černý pěšec · f7 černý pěšec · g7 černý střelec · h7 černý pěšec · d6 černý pěšec · g6 černý pěšec · d5 bílý pěšec · e5 černý pěšec · c4 bílý pěšec · e4 bílý pěšec · h4 bílý dáma · c3 bílý jezdec · e3 černý jezdec · f3 bílý pěšec · a2 bílý pěšec · b2 bílý pěšec · h2 bílý pěšec · a1 bílý věž · e1 bílý král · g1 bílý jezdec · h1 bílý věž | a8 černý věž · b8 černý jezdec · c8 černý střelec · f8 černý věž · g8 černý král · a7 černý pěšec · b7 černý pěšec · c7 černý pěšec · f7 černý pěšec · g7 černý střelec · h7 černý pěšec · d6 černý pěšec · g6 černý pěšec · d5 bílý pěšec · e5 černý pěšec · c4 bílý pěšec · e4 bílý pěšec · h4 bílý dáma · c3 bílý jezdec · e3 černý jezdec · f3 bílý pěšec · a2 bílý pěšec · b2 bílý pěšec · h2 bílý pěšec · a1 bílý věž · e1 bílý král · g1 bílý jezdec · h1 bílý věž | a8 černý věž · b8 černý jezdec · c8 černý střelec · f8 černý věž · g8 černý král · a7 černý pěšec · b7 černý pěšec · c7 černý pěšec · f7 černý pěšec · g7 černý střelec · h7 černý pěšec · d6 černý pěšec · g6 černý pěšec · d5 bílý pěšec · e5 černý pěšec · c4 bílý pěšec · e4 bílý pěšec · h4 bílý dáma · c3 bílý jezdec · e3 černý jezdec · f3 bílý pěšec · a2 bílý pěšec · b2 bílý pěšec · h2 bílý pěšec · a1 bílý věž · e1 bílý král · g1 bílý jezdec · h1 bílý věž | a8 černý věž · b8 černý jezdec · c8 černý střelec · f8 černý věž · g8 černý král · a7 černý pěšec · b7 černý pěšec · c7 černý pěšec · f7 černý pěšec · g7 černý střelec · h7 černý pěšec · d6 černý pěšec · g6 černý pěšec · d5 bílý pěšec · e5 černý pěšec · c4 bílý pěšec · e4 bílý pěšec · h4 bílý dáma · c3 bílý jezdec · e3 černý jezdec · f3 bílý pěšec · a2 bílý pěšec · b2 bílý pěšec · h2 bílý pěšec · a1 bílý věž · e1 bílý král · g1 bílý jezdec · h1 bílý věž | a8 černý věž · b8 černý jezdec · c8 černý střelec · f8 černý věž · g8 černý král · a7 černý pěšec · b7 černý pěšec · c7 černý pěšec · f7 černý pěšec · g7 černý střelec · h7 černý pěšec · d6 černý pěšec · g6 černý pěšec · d5 bílý pěšec · e5 černý pěšec · c4 bílý pěšec · e4 bílý pěšec · h4 bílý dáma · c3 bílý jezdec · e3 černý jezdec · f3 bílý pěšec · a2 bílý pěšec · b2 bílý pěšec · h2 bílý pěšec · a1 bílý věž · e1 bílý král · g1 bílý jezdec · h1 bílý věž | 3 |
| 2 | a8 černý věž · b8 černý jezdec · c8 černý střelec · f8 černý věž · g8 černý král · a7 černý pěšec · b7 černý pěšec · c7 černý pěšec · f7 černý pěšec · g7 černý střelec · h7 černý pěšec · d6 černý pěšec · g6 černý pěšec · d5 bílý pěšec · e5 černý pěšec · c4 bílý pěšec · e4 bílý pěšec · h4 bílý dáma · c3 bílý jezdec · e3 černý jezdec · f3 bílý pěšec · a2 bílý pěšec · b2 bílý pěšec · h2 bílý pěšec · a1 bílý věž · e1 bílý král · g1 bílý jezdec · h1 bílý věž | a8 černý věž · b8 černý jezdec · c8 černý střelec · f8 černý věž · g8 černý král · a7 černý pěšec · b7 černý pěšec · c7 černý pěšec · f7 černý pěšec · g7 černý střelec · h7 černý pěšec · d6 černý pěšec · g6 černý pěšec · d5 bílý pěšec · e5 černý pěšec · c4 bílý pěšec · e4 bílý pěšec · h4 bílý dáma · c3 bílý jezdec · e3 černý jezdec · f3 bílý pěšec · a2 bílý pěšec · b2 bílý pěšec · h2 bílý pěšec · a1 bílý věž · e1 bílý král · g1 bílý jezdec · h1 bílý věž | a8 černý věž · b8 černý jezdec · c8 černý střelec · f8 černý věž · g8 černý král · a7 černý pěšec · b7 černý pěšec · c7 černý pěšec · f7 černý pěšec · g7 černý střelec · h7 černý pěšec · d6 černý pěšec · g6 černý pěšec · d5 bílý pěšec · e5 černý pěšec · c4 bílý pěšec · e4 bílý pěšec · h4 bílý dáma · c3 bílý jezdec · e3 černý jezdec · f3 bílý pěšec · a2 bílý pěšec · b2 bílý pěšec · h2 bílý pěšec · a1 bílý věž · e1 bílý král · g1 bílý jezdec · h1 bílý věž | a8 černý věž · b8 černý jezdec · c8 černý střelec · f8 černý věž · g8 černý král · a7 černý pěšec · b7 černý pěšec · c7 černý pěšec · f7 černý pěšec · g7 černý střelec · h7 černý pěšec · d6 černý pěšec · g6 černý pěšec · d5 bílý pěšec · e5 černý pěšec · c4 bílý pěšec · e4 bílý pěšec · h4 bílý dáma · c3 bílý jezdec · e3 černý jezdec · f3 bílý pěšec · a2 bílý pěšec · b2 bílý pěšec · h2 bílý pěšec · a1 bílý věž · e1 bílý král · g1 bílý jezdec · h1 bílý věž | a8 černý věž · b8 černý jezdec · c8 černý střelec · f8 černý věž · g8 černý král · a7 černý pěšec · b7 černý pěšec · c7 černý pěšec · f7 černý pěšec · g7 černý střelec · h7 černý pěšec · d6 černý pěšec · g6 černý pěšec · d5 bílý pěšec · e5 černý pěšec · c4 bílý pěšec · e4 bílý pěšec · h4 bílý dáma · c3 bílý jezdec · e3 černý jezdec · f3 bílý pěšec · a2 bílý pěšec · b2 bílý pěšec · h2 bílý pěšec · a1 bílý věž · e1 bílý král · g1 bílý jezdec · h1 bílý věž | a8 černý věž · b8 černý jezdec · c8 černý střelec · f8 černý věž · g8 černý král · a7 černý pěšec · b7 černý pěšec · c7 černý pěšec · f7 černý pěšec · g7 černý střelec · h7 černý pěšec · d6 černý pěšec · g6 černý pěšec · d5 bílý pěšec · e5 černý pěšec · c4 bílý pěšec · e4 bílý pěšec · h4 bílý dáma · c3 bílý jezdec · e3 černý jezdec · f3 bílý pěšec · a2 bílý pěšec · b2 bílý pěšec · h2 bílý pěšec · a1 bílý věž · e1 bílý král · g1 bílý jezdec · h1 bílý věž | a8 černý věž · b8 černý jezdec · c8 černý střelec · f8 černý věž · g8 černý král · a7 černý pěšec · b7 černý pěšec · c7 černý pěšec · f7 černý pěšec · g7 černý střelec · h7 černý pěšec · d6 černý pěšec · g6 černý pěšec · d5 bílý pěšec · e5 černý pěšec · c4 bílý pěšec · e4 bílý pěšec · h4 bílý dáma · c3 bílý jezdec · e3 černý jezdec · f3 bílý pěšec · a2 bílý pěšec · b2 bílý pěšec · h2 bílý pěšec · a1 bílý věž · e1 bílý král · g1 bílý jezdec · h1 bílý věž | a8 černý věž · b8 černý jezdec · c8 černý střelec · f8 černý věž · g8 černý král · a7 černý pěšec · b7 černý pěšec · c7 černý pěšec · f7 černý pěšec · g7 černý střelec · h7 černý pěšec · d6 černý pěšec · g6 černý pěšec · d5 bílý pěšec · e5 černý pěšec · c4 bílý pěšec · e4 bílý pěšec · h4 bílý dáma · c3 bílý jezdec · e3 černý jezdec · f3 bílý pěšec · a2 bílý pěšec · b2 bílý pěšec · h2 bílý pěšec · a1 bílý věž · e1 bílý král · g1 bílý jezdec · h1 bílý věž | 2 |
| 1 | a8 černý věž · b8 černý jezdec · c8 černý střelec · f8 černý věž · g8 černý král · a7 černý pěšec · b7 černý pěšec · c7 černý pěšec · f7 černý pěšec · g7 černý střelec · h7 černý pěšec · d6 černý pěšec · g6 černý pěšec · d5 bílý pěšec · e5 černý pěšec · c4 bílý pěšec · e4 bílý pěšec · h4 bílý dáma · c3 bílý jezdec · e3 černý jezdec · f3 bílý pěšec · a2 bílý pěšec · b2 bílý pěšec · h2 bílý pěšec · a1 bílý věž · e1 bílý král · g1 bílý jezdec · h1 bílý věž | a8 černý věž · b8 černý jezdec · c8 černý střelec · f8 černý věž · g8 černý král · a7 černý pěšec · b7 černý pěšec · c7 černý pěšec · f7 černý pěšec · g7 černý střelec · h7 černý pěšec · d6 černý pěšec · g6 černý pěšec · d5 bílý pěšec · e5 černý pěšec · c4 bílý pěšec · e4 bílý pěšec · h4 bílý dáma · c3 bílý jezdec · e3 černý jezdec · f3 bílý pěšec · a2 bílý pěšec · b2 bílý pěšec · h2 bílý pěšec · a1 bílý věž · e1 bílý král · g1 bílý jezdec · h1 bílý věž | a8 černý věž · b8 černý jezdec · c8 černý střelec · f8 černý věž · g8 černý král · a7 černý pěšec · b7 černý pěšec · c7 černý pěšec · f7 černý pěšec · g7 černý střelec · h7 černý pěšec · d6 černý pěšec · g6 černý pěšec · d5 bílý pěšec · e5 černý pěšec · c4 bílý pěšec · e4 bílý pěšec · h4 bílý dáma · c3 bílý jezdec · e3 černý jezdec · f3 bílý pěšec · a2 bílý pěšec · b2 bílý pěšec · h2 bílý pěšec · a1 bílý věž · e1 bílý král · g1 bílý jezdec · h1 bílý věž | a8 černý věž · b8 černý jezdec · c8 černý střelec · f8 černý věž · g8 černý král · a7 černý pěšec · b7 černý pěšec · c7 černý pěšec · f7 černý pěšec · g7 černý střelec · h7 černý pěšec · d6 černý pěšec · g6 černý pěšec · d5 bílý pěšec · e5 černý pěšec · c4 bílý pěšec · e4 bílý pěšec · h4 bílý dáma · c3 bílý jezdec · e3 černý jezdec · f3 bílý pěšec · a2 bílý pěšec · b2 bílý pěšec · h2 bílý pěšec · a1 bílý věž · e1 bílý král · g1 bílý jezdec · h1 bílý věž | a8 černý věž · b8 černý jezdec · c8 černý střelec · f8 černý věž · g8 černý král · a7 černý pěšec · b7 černý pěšec · c7 černý pěšec · f7 černý pěšec · g7 černý střelec · h7 černý pěšec · d6 černý pěšec · g6 černý pěšec · d5 bílý pěšec · e5 černý pěšec · c4 bílý pěšec · e4 bílý pěšec · h4 bílý dáma · c3 bílý jezdec · e3 černý jezdec · f3 bílý pěšec · a2 bílý pěšec · b2 bílý pěšec · h2 bílý pěšec · a1 bílý věž · e1 bílý král · g1 bílý jezdec · h1 bílý věž | a8 černý věž · b8 černý jezdec · c8 černý střelec · f8 černý věž · g8 černý král · a7 černý pěšec · b7 černý pěšec · c7 černý pěšec · f7 černý pěšec · g7 černý střelec · h7 černý pěšec · d6 černý pěšec · g6 černý pěšec · d5 bílý pěšec · e5 černý pěšec · c4 bílý pěšec · e4 bílý pěšec · h4 bílý dáma · c3 bílý jezdec · e3 černý jezdec · f3 bílý pěšec · a2 bílý pěšec · b2 bílý pěšec · h2 bílý pěšec · a1 bílý věž · e1 bílý král · g1 bílý jezdec · h1 bílý věž | a8 černý věž · b8 černý jezdec · c8 černý střelec · f8 černý věž · g8 černý král · a7 černý pěšec · b7 černý pěšec · c7 černý pěšec · f7 černý pěšec · g7 černý střelec · h7 černý pěšec · d6 černý pěšec · g6 černý pěšec · d5 bílý pěšec · e5 černý pěšec · c4 bílý pěšec · e4 bílý pěšec · h4 bílý dáma · c3 bílý jezdec · e3 černý jezdec · f3 bílý pěšec · a2 bílý pěšec · b2 bílý pěšec · h2 bílý pěšec · a1 bílý věž · e1 bílý král · g1 bílý jezdec · h1 bílý věž | a8 černý věž · b8 černý jezdec · c8 černý střelec · f8 černý věž · g8 černý král · a7 černý pěšec · b7 černý pěšec · c7 černý pěšec · f7 černý pěšec · g7 černý střelec · h7 černý pěšec · d6 černý pěšec · g6 černý pěšec · d5 bílý pěšec · e5 černý pěšec · c4 bílý pěšec · e4 bílý pěšec · h4 bílý dáma · c3 bílý jezdec · e3 černý jezdec · f3 bílý pěšec · a2 bílý pěšec · b2 bílý pěšec · h2 bílý pěšec · a1 bílý věž · e1 bílý král · g1 bílý jezdec · h1 bílý věž | 1 |
|   | a | b | c | d | e | f | g | h |   |

1. d4 Jf6 2. c4 g6 3. Jc3 Sg7 4. e4 d6 5. f3 0-0 6. Se3 e5
klasická odpověď, na kterou se bílý může rozhodnout mezi
- 7. Jge2 c6 8.Dd2 Jbd7
  - 9.d5 cxd5 10.cxd5 a6 s protihrou (10. Jxd5 také možné)
  - 9.0-0-0
- 7. d5 s typickým zablokováním středu, na které může černý reagovat
  - 7... c6 se snahou podkopávat bílý střed, bílý má na výběr
    - 8. Jge2 cxd5 9. cxd5 viz 7. Jge2
    - 8. Dd2
    - 8. Sd3

  - 7... Jh5 8. Dd2 a nyní jsou možnosti
    - 8... Dh4+ 9. g3 Jxg3 10. Df2 Jxf1 11. Dxh4 Jxe3 s odvážnou obětí dámy, kterou použil již David Bronštejn proti Borisi Spasskému v turnaji kandidátů Amsterdam 1956
    - 8...f5 9.0-0-0
      - 9...f4 10. Sf2 Sf6 starší pokračování dávající bílému dobré perspektivy
      - 9... Jd7 10. Sd3

### Módní varianta
|   | a | b | c | d | e | f | g | h |   |
| 8 | a8 černý věž · c8 černý střelec · d8 černý věž · g8 černý král · a7 černý pěšec · b7 černý pěšec · e7 černý pěšec · f7 černý pěšec · g7 černý střelec · h7 černý pěšec · c6 černý jezdec · f6 černý jezdec · g6 černý pěšec · c5 bílý střelec · c4 bílý pěšec · e4 bílý pěšec · c3 bílý jezdec · f3 bílý pěšec · a2 bílý pěšec · b2 bílý pěšec · g2 bílý pěšec · h2 bílý pěšec · a1 bílý věž · e1 bílý král · f1 bílý střelec · g1 bílý jezdec · h1 bílý věž | a8 černý věž · c8 černý střelec · d8 černý věž · g8 černý král · a7 černý pěšec · b7 černý pěšec · e7 černý pěšec · f7 černý pěšec · g7 černý střelec · h7 černý pěšec · c6 černý jezdec · f6 černý jezdec · g6 černý pěšec · c5 bílý střelec · c4 bílý pěšec · e4 bílý pěšec · c3 bílý jezdec · f3 bílý pěšec · a2 bílý pěšec · b2 bílý pěšec · g2 bílý pěšec · h2 bílý pěšec · a1 bílý věž · e1 bílý král · f1 bílý střelec · g1 bílý jezdec · h1 bílý věž | a8 černý věž · c8 černý střelec · d8 černý věž · g8 černý král · a7 černý pěšec · b7 černý pěšec · e7 černý pěšec · f7 černý pěšec · g7 černý střelec · h7 černý pěšec · c6 černý jezdec · f6 černý jezdec · g6 černý pěšec · c5 bílý střelec · c4 bílý pěšec · e4 bílý pěšec · c3 bílý jezdec · f3 bílý pěšec · a2 bílý pěšec · b2 bílý pěšec · g2 bílý pěšec · h2 bílý pěšec · a1 bílý věž · e1 bílý král · f1 bílý střelec · g1 bílý jezdec · h1 bílý věž | a8 černý věž · c8 černý střelec · d8 černý věž · g8 černý král · a7 černý pěšec · b7 černý pěšec · e7 černý pěšec · f7 černý pěšec · g7 černý střelec · h7 černý pěšec · c6 černý jezdec · f6 černý jezdec · g6 černý pěšec · c5 bílý střelec · c4 bílý pěšec · e4 bílý pěšec · c3 bílý jezdec · f3 bílý pěšec · a2 bílý pěšec · b2 bílý pěšec · g2 bílý pěšec · h2 bílý pěšec · a1 bílý věž · e1 bílý král · f1 bílý střelec · g1 bílý jezdec · h1 bílý věž | a8 černý věž · c8 černý střelec · d8 černý věž · g8 černý král · a7 černý pěšec · b7 černý pěšec · e7 černý pěšec · f7 černý pěšec · g7 černý střelec · h7 černý pěšec · c6 černý jezdec · f6 černý jezdec · g6 černý pěšec · c5 bílý střelec · c4 bílý pěšec · e4 bílý pěšec · c3 bílý jezdec · f3 bílý pěšec · a2 bílý pěšec · b2 bílý pěšec · g2 bílý pěšec · h2 bílý pěšec · a1 bílý věž · e1 bílý král · f1 bílý střelec · g1 bílý jezdec · h1 bílý věž | a8 černý věž · c8 černý střelec · d8 černý věž · g8 černý král · a7 černý pěšec · b7 černý pěšec · e7 černý pěšec · f7 černý pěšec · g7 černý střelec · h7 černý pěšec · c6 černý jezdec · f6 černý jezdec · g6 černý pěšec · c5 bílý střelec · c4 bílý pěšec · e4 bílý pěšec · c3 bílý jezdec · f3 bílý pěšec · a2 bílý pěšec · b2 bílý pěšec · g2 bílý pěšec · h2 bílý pěšec · a1 bílý věž · e1 bílý král · f1 bílý střelec · g1 bílý jezdec · h1 bílý věž | a8 černý věž · c8 černý střelec · d8 černý věž · g8 černý král · a7 černý pěšec · b7 černý pěšec · e7 černý pěšec · f7 černý pěšec · g7 černý střelec · h7 černý pěšec · c6 černý jezdec · f6 černý jezdec · g6 černý pěšec · c5 bílý střelec · c4 bílý pěšec · e4 bílý pěšec · c3 bílý jezdec · f3 bílý pěšec · a2 bílý pěšec · b2 bílý pěšec · g2 bílý pěšec · h2 bílý pěšec · a1 bílý věž · e1 bílý král · f1 bílý střelec · g1 bílý jezdec · h1 bílý věž | a8 černý věž · c8 černý střelec · d8 černý věž · g8 černý král · a7 černý pěšec · b7 černý pěšec · e7 černý pěšec · f7 černý pěšec · g7 černý střelec · h7 černý pěšec · c6 černý jezdec · f6 černý jezdec · g6 černý pěšec · c5 bílý střelec · c4 bílý pěšec · e4 bílý pěšec · c3 bílý jezdec · f3 bílý pěšec · a2 bílý pěšec · b2 bílý pěšec · g2 bílý pěšec · h2 bílý pěšec · a1 bílý věž · e1 bílý král · f1 bílý střelec · g1 bílý jezdec · h1 bílý věž | 8 |
| 7 | a8 černý věž · c8 černý střelec · d8 černý věž · g8 černý král · a7 černý pěšec · b7 černý pěšec · e7 černý pěšec · f7 černý pěšec · g7 černý střelec · h7 černý pěšec · c6 černý jezdec · f6 černý jezdec · g6 černý pěšec · c5 bílý střelec · c4 bílý pěšec · e4 bílý pěšec · c3 bílý jezdec · f3 bílý pěšec · a2 bílý pěšec · b2 bílý pěšec · g2 bílý pěšec · h2 bílý pěšec · a1 bílý věž · e1 bílý král · f1 bílý střelec · g1 bílý jezdec · h1 bílý věž | a8 černý věž · c8 černý střelec · d8 černý věž · g8 černý král · a7 černý pěšec · b7 černý pěšec · e7 černý pěšec · f7 černý pěšec · g7 černý střelec · h7 černý pěšec · c6 černý jezdec · f6 černý jezdec · g6 černý pěšec · c5 bílý střelec · c4 bílý pěšec · e4 bílý pěšec · c3 bílý jezdec · f3 bílý pěšec · a2 bílý pěšec · b2 bílý pěšec · g2 bílý pěšec · h2 bílý pěšec · a1 bílý věž · e1 bílý král · f1 bílý střelec · g1 bílý jezdec · h1 bílý věž | a8 černý věž · c8 černý střelec · d8 černý věž · g8 černý král · a7 černý pěšec · b7 černý pěšec · e7 černý pěšec · f7 černý pěšec · g7 černý střelec · h7 černý pěšec · c6 černý jezdec · f6 černý jezdec · g6 černý pěšec · c5 bílý střelec · c4 bílý pěšec · e4 bílý pěšec · c3 bílý jezdec · f3 bílý pěšec · a2 bílý pěšec · b2 bílý pěšec · g2 bílý pěšec · h2 bílý pěšec · a1 bílý věž · e1 bílý král · f1 bílý střelec · g1 bílý jezdec · h1 bílý věž | a8 černý věž · c8 černý střelec · d8 černý věž · g8 černý král · a7 černý pěšec · b7 černý pěšec · e7 černý pěšec · f7 černý pěšec · g7 černý střelec · h7 černý pěšec · c6 černý jezdec · f6 černý jezdec · g6 černý pěšec · c5 bílý střelec · c4 bílý pěšec · e4 bílý pěšec · c3 bílý jezdec · f3 bílý pěšec · a2 bílý pěšec · b2 bílý pěšec · g2 bílý pěšec · h2 bílý pěšec · a1 bílý věž · e1 bílý král · f1 bílý střelec · g1 bílý jezdec · h1 bílý věž | a8 černý věž · c8 černý střelec · d8 černý věž · g8 černý král · a7 černý pěšec · b7 černý pěšec · e7 černý pěšec · f7 černý pěšec · g7 černý střelec · h7 černý pěšec · c6 černý jezdec · f6 černý jezdec · g6 černý pěšec · c5 bílý střelec · c4 bílý pěšec · e4 bílý pěšec · c3 bílý jezdec · f3 bílý pěšec · a2 bílý pěšec · b2 bílý pěšec · g2 bílý pěšec · h2 bílý pěšec · a1 bílý věž · e1 bílý král · f1 bílý střelec · g1 bílý jezdec · h1 bílý věž | a8 černý věž · c8 černý střelec · d8 černý věž · g8 černý král · a7 černý pěšec · b7 černý pěšec · e7 černý pěšec · f7 černý pěšec · g7 černý střelec · h7 černý pěšec · c6 černý jezdec · f6 černý jezdec · g6 černý pěšec · c5 bílý střelec · c4 bílý pěšec · e4 bílý pěšec · c3 bílý jezdec · f3 bílý pěšec · a2 bílý pěšec · b2 bílý pěšec · g2 bílý pěšec · h2 bílý pěšec · a1 bílý věž · e1 bílý král · f1 bílý střelec · g1 bílý jezdec · h1 bílý věž | a8 černý věž · c8 černý střelec · d8 černý věž · g8 černý král · a7 černý pěšec · b7 černý pěšec · e7 černý pěšec · f7 černý pěšec · g7 černý střelec · h7 černý pěšec · c6 černý jezdec · f6 černý jezdec · g6 černý pěšec · c5 bílý střelec · c4 bílý pěšec · e4 bílý pěšec · c3 bílý jezdec · f3 bílý pěšec · a2 bílý pěšec · b2 bílý pěšec · g2 bílý pěšec · h2 bílý pěšec · a1 bílý věž · e1 bílý král · f1 bílý střelec · g1 bílý jezdec · h1 bílý věž | a8 černý věž · c8 černý střelec · d8 černý věž · g8 černý král · a7 černý pěšec · b7 černý pěšec · e7 černý pěšec · f7 černý pěšec · g7 černý střelec · h7 černý pěšec · c6 černý jezdec · f6 černý jezdec · g6 černý pěšec · c5 bílý střelec · c4 bílý pěšec · e4 bílý pěšec · c3 bílý jezdec · f3 bílý pěšec · a2 bílý pěšec · b2 bílý pěšec · g2 bílý pěšec · h2 bílý pěšec · a1 bílý věž · e1 bílý král · f1 bílý střelec · g1 bílý jezdec · h1 bílý věž | 7 |
| 6 | a8 černý věž · c8 černý střelec · d8 černý věž · g8 černý král · a7 černý pěšec · b7 černý pěšec · e7 černý pěšec · f7 černý pěšec · g7 černý střelec · h7 černý pěšec · c6 černý jezdec · f6 černý jezdec · g6 černý pěšec · c5 bílý střelec · c4 bílý pěšec · e4 bílý pěšec · c3 bílý jezdec · f3 bílý pěšec · a2 bílý pěšec · b2 bílý pěšec · g2 bílý pěšec · h2 bílý pěšec · a1 bílý věž · e1 bílý král · f1 bílý střelec · g1 bílý jezdec · h1 bílý věž | a8 černý věž · c8 černý střelec · d8 černý věž · g8 černý král · a7 černý pěšec · b7 černý pěšec · e7 černý pěšec · f7 černý pěšec · g7 černý střelec · h7 černý pěšec · c6 černý jezdec · f6 černý jezdec · g6 černý pěšec · c5 bílý střelec · c4 bílý pěšec · e4 bílý pěšec · c3 bílý jezdec · f3 bílý pěšec · a2 bílý pěšec · b2 bílý pěšec · g2 bílý pěšec · h2 bílý pěšec · a1 bílý věž · e1 bílý král · f1 bílý střelec · g1 bílý jezdec · h1 bílý věž | a8 černý věž · c8 černý střelec · d8 černý věž · g8 černý král · a7 černý pěšec · b7 černý pěšec · e7 černý pěšec · f7 černý pěšec · g7 černý střelec · h7 černý pěšec · c6 černý jezdec · f6 černý jezdec · g6 černý pěšec · c5 bílý střelec · c4 bílý pěšec · e4 bílý pěšec · c3 bílý jezdec · f3 bílý pěšec · a2 bílý pěšec · b2 bílý pěšec · g2 bílý pěšec · h2 bílý pěšec · a1 bílý věž · e1 bílý král · f1 bílý střelec · g1 bílý jezdec · h1 bílý věž | a8 černý věž · c8 černý střelec · d8 černý věž · g8 černý král · a7 černý pěšec · b7 černý pěšec · e7 černý pěšec · f7 černý pěšec · g7 černý střelec · h7 černý pěšec · c6 černý jezdec · f6 černý jezdec · g6 černý pěšec · c5 bílý střelec · c4 bílý pěšec · e4 bílý pěšec · c3 bílý jezdec · f3 bílý pěšec · a2 bílý pěšec · b2 bílý pěšec · g2 bílý pěšec · h2 bílý pěšec · a1 bílý věž · e1 bílý král · f1 bílý střelec · g1 bílý jezdec · h1 bílý věž | a8 černý věž · c8 černý střelec · d8 černý věž · g8 černý král · a7 černý pěšec · b7 černý pěšec · e7 černý pěšec · f7 černý pěšec · g7 černý střelec · h7 černý pěšec · c6 černý jezdec · f6 černý jezdec · g6 černý pěšec · c5 bílý střelec · c4 bílý pěšec · e4 bílý pěšec · c3 bílý jezdec · f3 bílý pěšec · a2 bílý pěšec · b2 bílý pěšec · g2 bílý pěšec · h2 bílý pěšec · a1 bílý věž · e1 bílý král · f1 bílý střelec · g1 bílý jezdec · h1 bílý věž | a8 černý věž · c8 černý střelec · d8 černý věž · g8 černý král · a7 černý pěšec · b7 černý pěšec · e7 černý pěšec · f7 černý pěšec · g7 černý střelec · h7 černý pěšec · c6 černý jezdec · f6 černý jezdec · g6 černý pěšec · c5 bílý střelec · c4 bílý pěšec · e4 bílý pěšec · c3 bílý jezdec · f3 bílý pěšec · a2 bílý pěšec · b2 bílý pěšec · g2 bílý pěšec · h2 bílý pěšec · a1 bílý věž · e1 bílý král · f1 bílý střelec · g1 bílý jezdec · h1 bílý věž | a8 černý věž · c8 černý střelec · d8 černý věž · g8 černý král · a7 černý pěšec · b7 černý pěšec · e7 černý pěšec · f7 černý pěšec · g7 černý střelec · h7 černý pěšec · c6 černý jezdec · f6 černý jezdec · g6 černý pěšec · c5 bílý střelec · c4 bílý pěšec · e4 bílý pěšec · c3 bílý jezdec · f3 bílý pěšec · a2 bílý pěšec · b2 bílý pěšec · g2 bílý pěšec · h2 bílý pěšec · a1 bílý věž · e1 bílý král · f1 bílý střelec · g1 bílý jezdec · h1 bílý věž | a8 černý věž · c8 černý střelec · d8 černý věž · g8 černý král · a7 černý pěšec · b7 černý pěšec · e7 černý pěšec · f7 černý pěšec · g7 černý střelec · h7 černý pěšec · c6 černý jezdec · f6 černý jezdec · g6 černý pěšec · c5 bílý střelec · c4 bílý pěšec · e4 bílý pěšec · c3 bílý jezdec · f3 bílý pěšec · a2 bílý pěšec · b2 bílý pěšec · g2 bílý pěšec · h2 bílý pěšec · a1 bílý věž · e1 bílý král · f1 bílý střelec · g1 bílý jezdec · h1 bílý věž | 6 |
| 5 | a8 černý věž · c8 černý střelec · d8 černý věž · g8 černý král · a7 černý pěšec · b7 černý pěšec · e7 černý pěšec · f7 černý pěšec · g7 černý střelec · h7 černý pěšec · c6 černý jezdec · f6 černý jezdec · g6 černý pěšec · c5 bílý střelec · c4 bílý pěšec · e4 bílý pěšec · c3 bílý jezdec · f3 bílý pěšec · a2 bílý pěšec · b2 bílý pěšec · g2 bílý pěšec · h2 bílý pěšec · a1 bílý věž · e1 bílý král · f1 bílý střelec · g1 bílý jezdec · h1 bílý věž | a8 černý věž · c8 černý střelec · d8 černý věž · g8 černý král · a7 černý pěšec · b7 černý pěšec · e7 černý pěšec · f7 černý pěšec · g7 černý střelec · h7 černý pěšec · c6 černý jezdec · f6 černý jezdec · g6 černý pěšec · c5 bílý střelec · c4 bílý pěšec · e4 bílý pěšec · c3 bílý jezdec · f3 bílý pěšec · a2 bílý pěšec · b2 bílý pěšec · g2 bílý pěšec · h2 bílý pěšec · a1 bílý věž · e1 bílý král · f1 bílý střelec · g1 bílý jezdec · h1 bílý věž | a8 černý věž · c8 černý střelec · d8 černý věž · g8 černý král · a7 černý pěšec · b7 černý pěšec · e7 černý pěšec · f7 černý pěšec · g7 černý střelec · h7 černý pěšec · c6 černý jezdec · f6 černý jezdec · g6 černý pěšec · c5 bílý střelec · c4 bílý pěšec · e4 bílý pěšec · c3 bílý jezdec · f3 bílý pěšec · a2 bílý pěšec · b2 bílý pěšec · g2 bílý pěšec · h2 bílý pěšec · a1 bílý věž · e1 bílý král · f1 bílý střelec · g1 bílý jezdec · h1 bílý věž | a8 černý věž · c8 černý střelec · d8 černý věž · g8 černý král · a7 černý pěšec · b7 černý pěšec · e7 černý pěšec · f7 černý pěšec · g7 černý střelec · h7 černý pěšec · c6 černý jezdec · f6 černý jezdec · g6 černý pěšec · c5 bílý střelec · c4 bílý pěšec · e4 bílý pěšec · c3 bílý jezdec · f3 bílý pěšec · a2 bílý pěšec · b2 bílý pěšec · g2 bílý pěšec · h2 bílý pěšec · a1 bílý věž · e1 bílý král · f1 bílý střelec · g1 bílý jezdec · h1 bílý věž | a8 černý věž · c8 černý střelec · d8 černý věž · g8 černý král · a7 černý pěšec · b7 černý pěšec · e7 černý pěšec · f7 černý pěšec · g7 černý střelec · h7 černý pěšec · c6 černý jezdec · f6 černý jezdec · g6 černý pěšec · c5 bílý střelec · c4 bílý pěšec · e4 bílý pěšec · c3 bílý jezdec · f3 bílý pěšec · a2 bílý pěšec · b2 bílý pěšec · g2 bílý pěšec · h2 bílý pěšec · a1 bílý věž · e1 bílý král · f1 bílý střelec · g1 bílý jezdec · h1 bílý věž | a8 černý věž · c8 černý střelec · d8 černý věž · g8 černý král · a7 černý pěšec · b7 černý pěšec · e7 černý pěšec · f7 černý pěšec · g7 černý střelec · h7 černý pěšec · c6 černý jezdec · f6 černý jezdec · g6 černý pěšec · c5 bílý střelec · c4 bílý pěšec · e4 bílý pěšec · c3 bílý jezdec · f3 bílý pěšec · a2 bílý pěšec · b2 bílý pěšec · g2 bílý pěšec · h2 bílý pěšec · a1 bílý věž · e1 bílý král · f1 bílý střelec · g1 bílý jezdec · h1 bílý věž | a8 černý věž · c8 černý střelec · d8 černý věž · g8 černý král · a7 černý pěšec · b7 černý pěšec · e7 černý pěšec · f7 černý pěšec · g7 černý střelec · h7 černý pěšec · c6 černý jezdec · f6 černý jezdec · g6 černý pěšec · c5 bílý střelec · c4 bílý pěšec · e4 bílý pěšec · c3 bílý jezdec · f3 bílý pěšec · a2 bílý pěšec · b2 bílý pěšec · g2 bílý pěšec · h2 bílý pěšec · a1 bílý věž · e1 bílý král · f1 bílý střelec · g1 bílý jezdec · h1 bílý věž | a8 černý věž · c8 černý střelec · d8 černý věž · g8 černý král · a7 černý pěšec · b7 černý pěšec · e7 černý pěšec · f7 černý pěšec · g7 černý střelec · h7 černý pěšec · c6 černý jezdec · f6 černý jezdec · g6 černý pěšec · c5 bílý střelec · c4 bílý pěšec · e4 bílý pěšec · c3 bílý jezdec · f3 bílý pěšec · a2 bílý pěšec · b2 bílý pěšec · g2 bílý pěšec · h2 bílý pěšec · a1 bílý věž · e1 bílý král · f1 bílý střelec · g1 bílý jezdec · h1 bílý věž | 5 |
| 4 | a8 černý věž · c8 černý střelec · d8 černý věž · g8 černý král · a7 černý pěšec · b7 černý pěšec · e7 černý pěšec · f7 černý pěšec · g7 černý střelec · h7 černý pěšec · c6 černý jezdec · f6 černý jezdec · g6 černý pěšec · c5 bílý střelec · c4 bílý pěšec · e4 bílý pěšec · c3 bílý jezdec · f3 bílý pěšec · a2 bílý pěšec · b2 bílý pěšec · g2 bílý pěšec · h2 bílý pěšec · a1 bílý věž · e1 bílý král · f1 bílý střelec · g1 bílý jezdec · h1 bílý věž | a8 černý věž · c8 černý střelec · d8 černý věž · g8 černý král · a7 černý pěšec · b7 černý pěšec · e7 černý pěšec · f7 černý pěšec · g7 černý střelec · h7 černý pěšec · c6 černý jezdec · f6 černý jezdec · g6 černý pěšec · c5 bílý střelec · c4 bílý pěšec · e4 bílý pěšec · c3 bílý jezdec · f3 bílý pěšec · a2 bílý pěšec · b2 bílý pěšec · g2 bílý pěšec · h2 bílý pěšec · a1 bílý věž · e1 bílý král · f1 bílý střelec · g1 bílý jezdec · h1 bílý věž | a8 černý věž · c8 černý střelec · d8 černý věž · g8 černý král · a7 černý pěšec · b7 černý pěšec · e7 černý pěšec · f7 černý pěšec · g7 černý střelec · h7 černý pěšec · c6 černý jezdec · f6 černý jezdec · g6 černý pěšec · c5 bílý střelec · c4 bílý pěšec · e4 bílý pěšec · c3 bílý jezdec · f3 bílý pěšec · a2 bílý pěšec · b2 bílý pěšec · g2 bílý pěšec · h2 bílý pěšec · a1 bílý věž · e1 bílý král · f1 bílý střelec · g1 bílý jezdec · h1 bílý věž | a8 černý věž · c8 černý střelec · d8 černý věž · g8 černý král · a7 černý pěšec · b7 černý pěšec · e7 černý pěšec · f7 černý pěšec · g7 černý střelec · h7 černý pěšec · c6 černý jezdec · f6 černý jezdec · g6 černý pěšec · c5 bílý střelec · c4 bílý pěšec · e4 bílý pěšec · c3 bílý jezdec · f3 bílý pěšec · a2 bílý pěšec · b2 bílý pěšec · g2 bílý pěšec · h2 bílý pěšec · a1 bílý věž · e1 bílý král · f1 bílý střelec · g1 bílý jezdec · h1 bílý věž | a8 černý věž · c8 černý střelec · d8 černý věž · g8 černý král · a7 černý pěšec · b7 černý pěšec · e7 černý pěšec · f7 černý pěšec · g7 černý střelec · h7 černý pěšec · c6 černý jezdec · f6 černý jezdec · g6 černý pěšec · c5 bílý střelec · c4 bílý pěšec · e4 bílý pěšec · c3 bílý jezdec · f3 bílý pěšec · a2 bílý pěšec · b2 bílý pěšec · g2 bílý pěšec · h2 bílý pěšec · a1 bílý věž · e1 bílý král · f1 bílý střelec · g1 bílý jezdec · h1 bílý věž | a8 černý věž · c8 černý střelec · d8 černý věž · g8 černý král · a7 černý pěšec · b7 černý pěšec · e7 černý pěšec · f7 černý pěšec · g7 černý střelec · h7 černý pěšec · c6 černý jezdec · f6 černý jezdec · g6 černý pěšec · c5 bílý střelec · c4 bílý pěšec · e4 bílý pěšec · c3 bílý jezdec · f3 bílý pěšec · a2 bílý pěšec · b2 bílý pěšec · g2 bílý pěšec · h2 bílý pěšec · a1 bílý věž · e1 bílý král · f1 bílý střelec · g1 bílý jezdec · h1 bílý věž | a8 černý věž · c8 černý střelec · d8 černý věž · g8 černý král · a7 černý pěšec · b7 černý pěšec · e7 černý pěšec · f7 černý pěšec · g7 černý střelec · h7 černý pěšec · c6 černý jezdec · f6 černý jezdec · g6 černý pěšec · c5 bílý střelec · c4 bílý pěšec · e4 bílý pěšec · c3 bílý jezdec · f3 bílý pěšec · a2 bílý pěšec · b2 bílý pěšec · g2 bílý pěšec · h2 bílý pěšec · a1 bílý věž · e1 bílý král · f1 bílý střelec · g1 bílý jezdec · h1 bílý věž | a8 černý věž · c8 černý střelec · d8 černý věž · g8 černý král · a7 černý pěšec · b7 černý pěšec · e7 černý pěšec · f7 černý pěšec · g7 černý střelec · h7 černý pěšec · c6 černý jezdec · f6 černý jezdec · g6 černý pěšec · c5 bílý střelec · c4 bílý pěšec · e4 bílý pěšec · c3 bílý jezdec · f3 bílý pěšec · a2 bílý pěšec · b2 bílý pěšec · g2 bílý pěšec · h2 bílý pěšec · a1 bílý věž · e1 bílý král · f1 bílý střelec · g1 bílý jezdec · h1 bílý věž | 4 |
| 3 | a8 černý věž · c8 černý střelec · d8 černý věž · g8 černý král · a7 černý pěšec · b7 černý pěšec · e7 černý pěšec · f7 černý pěšec · g7 černý střelec · h7 černý pěšec · c6 černý jezdec · f6 černý jezdec · g6 černý pěšec · c5 bílý střelec · c4 bílý pěšec · e4 bílý pěšec · c3 bílý jezdec · f3 bílý pěšec · a2 bílý pěšec · b2 bílý pěšec · g2 bílý pěšec · h2 bílý pěšec · a1 bílý věž · e1 bílý král · f1 bílý střelec · g1 bílý jezdec · h1 bílý věž | a8 černý věž · c8 černý střelec · d8 černý věž · g8 černý král · a7 černý pěšec · b7 černý pěšec · e7 černý pěšec · f7 černý pěšec · g7 černý střelec · h7 černý pěšec · c6 černý jezdec · f6 černý jezdec · g6 černý pěšec · c5 bílý střelec · c4 bílý pěšec · e4 bílý pěšec · c3 bílý jezdec · f3 bílý pěšec · a2 bílý pěšec · b2 bílý pěšec · g2 bílý pěšec · h2 bílý pěšec · a1 bílý věž · e1 bílý král · f1 bílý střelec · g1 bílý jezdec · h1 bílý věž | a8 černý věž · c8 černý střelec · d8 černý věž · g8 černý král · a7 černý pěšec · b7 černý pěšec · e7 černý pěšec · f7 černý pěšec · g7 černý střelec · h7 černý pěšec · c6 černý jezdec · f6 černý jezdec · g6 černý pěšec · c5 bílý střelec · c4 bílý pěšec · e4 bílý pěšec · c3 bílý jezdec · f3 bílý pěšec · a2 bílý pěšec · b2 bílý pěšec · g2 bílý pěšec · h2 bílý pěšec · a1 bílý věž · e1 bílý král · f1 bílý střelec · g1 bílý jezdec · h1 bílý věž | a8 černý věž · c8 černý střelec · d8 černý věž · g8 černý král · a7 černý pěšec · b7 černý pěšec · e7 černý pěšec · f7 černý pěšec · g7 černý střelec · h7 černý pěšec · c6 černý jezdec · f6 černý jezdec · g6 černý pěšec · c5 bílý střelec · c4 bílý pěšec · e4 bílý pěšec · c3 bílý jezdec · f3 bílý pěšec · a2 bílý pěšec · b2 bílý pěšec · g2 bílý pěšec · h2 bílý pěšec · a1 bílý věž · e1 bílý král · f1 bílý střelec · g1 bílý jezdec · h1 bílý věž | a8 černý věž · c8 černý střelec · d8 černý věž · g8 černý král · a7 černý pěšec · b7 černý pěšec · e7 černý pěšec · f7 černý pěšec · g7 černý střelec · h7 černý pěšec · c6 černý jezdec · f6 černý jezdec · g6 černý pěšec · c5 bílý střelec · c4 bílý pěšec · e4 bílý pěšec · c3 bílý jezdec · f3 bílý pěšec · a2 bílý pěšec · b2 bílý pěšec · g2 bílý pěšec · h2 bílý pěšec · a1 bílý věž · e1 bílý král · f1 bílý střelec · g1 bílý jezdec · h1 bílý věž | a8 černý věž · c8 černý střelec · d8 černý věž · g8 černý král · a7 černý pěšec · b7 černý pěšec · e7 černý pěšec · f7 černý pěšec · g7 černý střelec · h7 černý pěšec · c6 černý jezdec · f6 černý jezdec · g6 černý pěšec · c5 bílý střelec · c4 bílý pěšec · e4 bílý pěšec · c3 bílý jezdec · f3 bílý pěšec · a2 bílý pěšec · b2 bílý pěšec · g2 bílý pěšec · h2 bílý pěšec · a1 bílý věž · e1 bílý král · f1 bílý střelec · g1 bílý jezdec · h1 bílý věž | a8 černý věž · c8 černý střelec · d8 černý věž · g8 černý král · a7 černý pěšec · b7 černý pěšec · e7 černý pěšec · f7 černý pěšec · g7 černý střelec · h7 černý pěšec · c6 černý jezdec · f6 černý jezdec · g6 černý pěšec · c5 bílý střelec · c4 bílý pěšec · e4 bílý pěšec · c3 bílý jezdec · f3 bílý pěšec · a2 bílý pěšec · b2 bílý pěšec · g2 bílý pěšec · h2 bílý pěšec · a1 bílý věž · e1 bílý král · f1 bílý střelec · g1 bílý jezdec · h1 bílý věž | a8 černý věž · c8 černý střelec · d8 černý věž · g8 černý král · a7 černý pěšec · b7 černý pěšec · e7 černý pěšec · f7 černý pěšec · g7 černý střelec · h7 černý pěšec · c6 černý jezdec · f6 černý jezdec · g6 černý pěšec · c5 bílý střelec · c4 bílý pěšec · e4 bílý pěšec · c3 bílý jezdec · f3 bílý pěšec · a2 bílý pěšec · b2 bílý pěšec · g2 bílý pěšec · h2 bílý pěšec · a1 bílý věž · e1 bílý král · f1 bílý střelec · g1 bílý jezdec · h1 bílý věž | 3 |
| 2 | a8 černý věž · c8 černý střelec · d8 černý věž · g8 černý král · a7 černý pěšec · b7 černý pěšec · e7 černý pěšec · f7 černý pěšec · g7 černý střelec · h7 černý pěšec · c6 černý jezdec · f6 černý jezdec · g6 černý pěšec · c5 bílý střelec · c4 bílý pěšec · e4 bílý pěšec · c3 bílý jezdec · f3 bílý pěšec · a2 bílý pěšec · b2 bílý pěšec · g2 bílý pěšec · h2 bílý pěšec · a1 bílý věž · e1 bílý král · f1 bílý střelec · g1 bílý jezdec · h1 bílý věž | a8 černý věž · c8 černý střelec · d8 černý věž · g8 černý král · a7 černý pěšec · b7 černý pěšec · e7 černý pěšec · f7 černý pěšec · g7 černý střelec · h7 černý pěšec · c6 černý jezdec · f6 černý jezdec · g6 černý pěšec · c5 bílý střelec · c4 bílý pěšec · e4 bílý pěšec · c3 bílý jezdec · f3 bílý pěšec · a2 bílý pěšec · b2 bílý pěšec · g2 bílý pěšec · h2 bílý pěšec · a1 bílý věž · e1 bílý král · f1 bílý střelec · g1 bílý jezdec · h1 bílý věž | a8 černý věž · c8 černý střelec · d8 černý věž · g8 černý král · a7 černý pěšec · b7 černý pěšec · e7 černý pěšec · f7 černý pěšec · g7 černý střelec · h7 černý pěšec · c6 černý jezdec · f6 černý jezdec · g6 černý pěšec · c5 bílý střelec · c4 bílý pěšec · e4 bílý pěšec · c3 bílý jezdec · f3 bílý pěšec · a2 bílý pěšec · b2 bílý pěšec · g2 bílý pěšec · h2 bílý pěšec · a1 bílý věž · e1 bílý král · f1 bílý střelec · g1 bílý jezdec · h1 bílý věž | a8 černý věž · c8 černý střelec · d8 černý věž · g8 černý král · a7 černý pěšec · b7 černý pěšec · e7 černý pěšec · f7 černý pěšec · g7 černý střelec · h7 černý pěšec · c6 černý jezdec · f6 černý jezdec · g6 černý pěšec · c5 bílý střelec · c4 bílý pěšec · e4 bílý pěšec · c3 bílý jezdec · f3 bílý pěšec · a2 bílý pěšec · b2 bílý pěšec · g2 bílý pěšec · h2 bílý pěšec · a1 bílý věž · e1 bílý král · f1 bílý střelec · g1 bílý jezdec · h1 bílý věž | a8 černý věž · c8 černý střelec · d8 černý věž · g8 černý král · a7 černý pěšec · b7 černý pěšec · e7 černý pěšec · f7 černý pěšec · g7 černý střelec · h7 černý pěšec · c6 černý jezdec · f6 černý jezdec · g6 černý pěšec · c5 bílý střelec · c4 bílý pěšec · e4 bílý pěšec · c3 bílý jezdec · f3 bílý pěšec · a2 bílý pěšec · b2 bílý pěšec · g2 bílý pěšec · h2 bílý pěšec · a1 bílý věž · e1 bílý král · f1 bílý střelec · g1 bílý jezdec · h1 bílý věž | a8 černý věž · c8 černý střelec · d8 černý věž · g8 černý král · a7 černý pěšec · b7 černý pěšec · e7 černý pěšec · f7 černý pěšec · g7 černý střelec · h7 černý pěšec · c6 černý jezdec · f6 černý jezdec · g6 černý pěšec · c5 bílý střelec · c4 bílý pěšec · e4 bílý pěšec · c3 bílý jezdec · f3 bílý pěšec · a2 bílý pěšec · b2 bílý pěšec · g2 bílý pěšec · h2 bílý pěšec · a1 bílý věž · e1 bílý král · f1 bílý střelec · g1 bílý jezdec · h1 bílý věž | a8 černý věž · c8 černý střelec · d8 černý věž · g8 černý král · a7 černý pěšec · b7 černý pěšec · e7 černý pěšec · f7 černý pěšec · g7 černý střelec · h7 černý pěšec · c6 černý jezdec · f6 černý jezdec · g6 černý pěšec · c5 bílý střelec · c4 bílý pěšec · e4 bílý pěšec · c3 bílý jezdec · f3 bílý pěšec · a2 bílý pěšec · b2 bílý pěšec · g2 bílý pěšec · h2 bílý pěšec · a1 bílý věž · e1 bílý král · f1 bílý střelec · g1 bílý jezdec · h1 bílý věž | a8 černý věž · c8 černý střelec · d8 černý věž · g8 černý král · a7 černý pěšec · b7 černý pěšec · e7 černý pěšec · f7 černý pěšec · g7 černý střelec · h7 černý pěšec · c6 černý jezdec · f6 černý jezdec · g6 černý pěšec · c5 bílý střelec · c4 bílý pěšec · e4 bílý pěšec · c3 bílý jezdec · f3 bílý pěšec · a2 bílý pěšec · b2 bílý pěšec · g2 bílý pěšec · h2 bílý pěšec · a1 bílý věž · e1 bílý král · f1 bílý střelec · g1 bílý jezdec · h1 bílý věž | 2 |
| 1 | a8 černý věž · c8 černý střelec · d8 černý věž · g8 černý král · a7 černý pěšec · b7 černý pěšec · e7 černý pěšec · f7 černý pěšec · g7 černý střelec · h7 černý pěšec · c6 černý jezdec · f6 černý jezdec · g6 černý pěšec · c5 bílý střelec · c4 bílý pěšec · e4 bílý pěšec · c3 bílý jezdec · f3 bílý pěšec · a2 bílý pěšec · b2 bílý pěšec · g2 bílý pěšec · h2 bílý pěšec · a1 bílý věž · e1 bílý král · f1 bílý střelec · g1 bílý jezdec · h1 bílý věž | a8 černý věž · c8 černý střelec · d8 černý věž · g8 černý král · a7 černý pěšec · b7 černý pěšec · e7 černý pěšec · f7 černý pěšec · g7 černý střelec · h7 černý pěšec · c6 černý jezdec · f6 černý jezdec · g6 černý pěšec · c5 bílý střelec · c4 bílý pěšec · e4 bílý pěšec · c3 bílý jezdec · f3 bílý pěšec · a2 bílý pěšec · b2 bílý pěšec · g2 bílý pěšec · h2 bílý pěšec · a1 bílý věž · e1 bílý král · f1 bílý střelec · g1 bílý jezdec · h1 bílý věž | a8 černý věž · c8 černý střelec · d8 černý věž · g8 černý král · a7 černý pěšec · b7 černý pěšec · e7 černý pěšec · f7 černý pěšec · g7 černý střelec · h7 černý pěšec · c6 černý jezdec · f6 černý jezdec · g6 černý pěšec · c5 bílý střelec · c4 bílý pěšec · e4 bílý pěšec · c3 bílý jezdec · f3 bílý pěšec · a2 bílý pěšec · b2 bílý pěšec · g2 bílý pěšec · h2 bílý pěšec · a1 bílý věž · e1 bílý král · f1 bílý střelec · g1 bílý jezdec · h1 bílý věž | a8 černý věž · c8 černý střelec · d8 černý věž · g8 černý král · a7 černý pěšec · b7 černý pěšec · e7 černý pěšec · f7 černý pěšec · g7 černý střelec · h7 černý pěšec · c6 černý jezdec · f6 černý jezdec · g6 černý pěšec · c5 bílý střelec · c4 bílý pěšec · e4 bílý pěšec · c3 bílý jezdec · f3 bílý pěšec · a2 bílý pěšec · b2 bílý pěšec · g2 bílý pěšec · h2 bílý pěšec · a1 bílý věž · e1 bílý král · f1 bílý střelec · g1 bílý jezdec · h1 bílý věž | a8 černý věž · c8 černý střelec · d8 černý věž · g8 černý král · a7 černý pěšec · b7 černý pěšec · e7 černý pěšec · f7 černý pěšec · g7 černý střelec · h7 černý pěšec · c6 černý jezdec · f6 černý jezdec · g6 černý pěšec · c5 bílý střelec · c4 bílý pěšec · e4 bílý pěšec · c3 bílý jezdec · f3 bílý pěšec · a2 bílý pěšec · b2 bílý pěšec · g2 bílý pěšec · h2 bílý pěšec · a1 bílý věž · e1 bílý král · f1 bílý střelec · g1 bílý jezdec · h1 bílý věž | a8 černý věž · c8 černý střelec · d8 černý věž · g8 černý král · a7 černý pěšec · b7 černý pěšec · e7 černý pěšec · f7 černý pěšec · g7 černý střelec · h7 černý pěšec · c6 černý jezdec · f6 černý jezdec · g6 černý pěšec · c5 bílý střelec · c4 bílý pěšec · e4 bílý pěšec · c3 bílý jezdec · f3 bílý pěšec · a2 bílý pěšec · b2 bílý pěšec · g2 bílý pěšec · h2 bílý pěšec · a1 bílý věž · e1 bílý král · f1 bílý střelec · g1 bílý jezdec · h1 bílý věž | a8 černý věž · c8 černý střelec · d8 černý věž · g8 černý král · a7 černý pěšec · b7 černý pěšec · e7 černý pěšec · f7 černý pěšec · g7 černý střelec · h7 černý pěšec · c6 černý jezdec · f6 černý jezdec · g6 černý pěšec · c5 bílý střelec · c4 bílý pěšec · e4 bílý pěšec · c3 bílý jezdec · f3 bílý pěšec · a2 bílý pěšec · b2 bílý pěšec · g2 bílý pěšec · h2 bílý pěšec · a1 bílý věž · e1 bílý král · f1 bílý střelec · g1 bílý jezdec · h1 bílý věž | a8 černý věž · c8 černý střelec · d8 černý věž · g8 černý král · a7 černý pěšec · b7 černý pěšec · e7 černý pěšec · f7 černý pěšec · g7 černý střelec · h7 černý pěšec · c6 černý jezdec · f6 černý jezdec · g6 černý pěšec · c5 bílý střelec · c4 bílý pěšec · e4 bílý pěšec · c3 bílý jezdec · f3 bílý pěšec · a2 bílý pěšec · b2 bílý pěšec · g2 bílý pěšec · h2 bílý pěšec · a1 bílý věž · e1 bílý král · f1 bílý střelec · g1 bílý jezdec · h1 bílý věž | 1 |
|   | a | b | c | d | e | f | g | h |   |

1. d4 Jf6 2. c4 g6 3. Jc3 Sg7 4. e4 d6 5. f3 0-0 6. Se3 c5
módní pokračování, kde černý obětuje pěšce a nebojí se ani hry bez pěšce po výměně dam
- 7. Jge2 Jc6 8. d5 (8. Dd2 vede k vyrovnané pozici) 8... Je5 9. Jg3 e6 10. Se2 exd5 11. cxd5 a6 12. a4 hra zde přechází do varianty zahájení Ben-Oni (ECO A65), kde má černé dostatečnou protihru
- 7. dxc5 dxc5 8. Dxd8 Vxd8 9. Sxc5 Jc6 má černý dostatečnou kompenzaci z pěšce díky figurové hře, slabému bílému pěšci c4 a slabým černým polím v táboře bílého.

## Přehled dleECO
- E80 1.d4 Jf6 2.c4 g6 3.Jc3 Sg7 4.e4 d6 5.f3
- E81 1.d4 Jf6 2.c4 g6 3.Jc3 Sg7 4.e4 d6 5.f3 O-O
- E82 1.d4 Jf6 2.c4 g6 3.Jc3 Sg7 4.e4 d6 5.f3 O-O 6.Se3 b6
- E83 1.d4 Jf6 2.c4 g6 3.Jc3 Sg7 4.e4 d6 5.f3 O-O 6.Se3 Jc6
- E84 1.d4 Jf6 2.c4 g6 3.Jc3 Sg7 4.e4 d6 5.f3 O-O 6.Se3 Jc6 7.Jge2 a6 8.Dd2 Vb8
- E85 1.d4 Jf6 2.c4 g6 3.Jc3 Sg7 4.e4 d6 5.f3 O-O 6.Se3 e5
- E86 1.d4 Jf6 2.c4 g6 3.Jc3 Sg7 4.e4 d6 5.f3 O-O 6.Se3 e5 7.Jge2 c6
- E87 1.d4 Jf6 2.c4 g6 3.Jc3 Sg7 4.e4 d6 5.f3 O-O 6.Se3 e5 7.d5
- E88 1.d4 Jf6 2.c4 g6 3.Jc3 Sg7 4.e4 d6 5.f3 O-O 6.Se3 e5 7.d5 c6
- E89 1.d4 Jf6 2.c4 g6 3.Jc3 Sg7 4.e4 d6 5.f3 O-O 6.Se3 e5 7.d5 c6 8.Jge2